# الدولة الجبرية
الدَّوْلَة الْجَبْرِيَّة(1) () هي دولةٌ سابقةٌ في شبه الجزيرة العربية أسَّسها الشَّيخ زامل بن حُسين الجبري واستمرَّت ما بين (820 – 932هـ = 1417 – 1526م)، سُميت بهذا الاسم نسبةً لجد الجُبُور الذي يُقال له «جَبْر» وهي آخر دول إقليم البحرين في العصر الإسلامي الذهبي وصادفت دخول عصر البارود الإسلامي وتُعتبر فترة حُكم الدولة الجبرية مرحلة فاصلة في تاريخ إقليم البحرين من التبعية الهُرمُزية إلى السُّلطة المُستقلة، وهي من أكثر الدُّول تأثيرًا في شبه الجزيرة العربية واستمر حُكمها 112 سنة.
كان الجُبُور في منطقة نجد خلال فترة ضعف الجروانيين في عهد إبراهيم الجرواني، كان الجروانيُّون تابعون لسُلطان هُرمُز وكانت جزيرة البحرين ومدينة القطيف تقع في نطاق حُكم الملك الهُرمُزي، في حين كانت الأحساء مقر آل عصفور والجروانيين وتمتَّعوا بحرية الإدارة فيها مع ضمان تبعيتهم للهرمزيين وكان لهم نفوذٌ قويٌّ في منطقة نجد التي يعيش فيها الجُبُور.
حال شعور الجُبُور بضعف العُصفُوريِّين والجروانيِّين قادوا حملاتٍ عسكرية ضدهم لإخراجهم من منطقة نجد بقيادة شيخ الجبور زامل بن حُسين الجبري وابنه سيف وكان لابنه سيف دورٌ كبيرٌ في إخراج الحلف الجرواني-العصفوري من نجد واستقرَّ بهم الأمر في مدينة الأحساء فقط. كانت هذه الحملات العسكرية ذات تهديدٍ مباشرٍ لنفوذ مملكة هُرمُز غير أن ملوكها انشغلوا في نزاعهم على السُّلطة.
أعطى هذا الانتصار للجبور انتعاشًا وحافزًا لتأسيس دولتهم على حساب الجروانيين والعصفوريين فتوجَّهوا إلى مدينة الأحساء بقيادة سيف بن زامل الجبري واستولوا عليها سنة 820هـ/1417م وقَتَلَ إبراهيم الجرواني في هذه المعركة ليؤسِّس على أنقاض دولته الدولة الجبرية واتَّخذ والده زامل مدينة الأحساء مقرًا للدولة.
استمر الجبور في توسيع مُلكهم على حساب ملوك هرمز نتيجة انشغال الأخيرين في الصراع على السُّلطة، واستمروا في التوسع حتى ضمَّوا مدينة القطيف سنة 843هـ/1439م واستقرَّ هذا النفوذ حتى وفاة سيف بن زامل الجبري ليتولَّى من بعده أجود بن زامل الجبري وتُعتبر فترة حُكم أجود فترة زمنية فاصلة بين العصرين التأسيسي والذهبي للدولة وأثَّرت إدارته في الدولة لتتوسع إلى خارج نطاق إقليم البحرين في عُمان وحضرموت وجزيرة البحرين والعراق.
استمرَّ هذا العصر الذهبي من بداية حُكم أجود حتى مقتل سُلطان الجبور مُقرَن بن زامل الجبري في معركة البحرين ضد البُرتُغاليين تاريخ 13 شعبان 927هـ/20 يوليو (تمُّوز) 1521م الذي أراد توقُّف التمدد البُرتُغالي في الخليج العربي، أثَّر مقتل مقرن على الدولة الجبرية ونتيجة ذلك سقطت جزيرة البحرين ومدينة القطيف في نفوذ ملوك هرمز والإمبراطورية البرتغالية وتشتّت الجُبُور في الأحساء وعُمان.
بعد مقتل السُّلطان مقرن بن زامل الجبري دخلت الدولة الجبرية في عصر الانحدار والذي استمرَّ لمدة 5 سنوات وفيها تولى 5 سلاطين وفيها خرج حُكم الدولة من ذرية أجود بن زامل واستقرَّت في ذرية أخيه هلال بن زامل بدايةً من تولي السُّلطان قطن بن علي الجبري حُكم الدولة، واستغل شيخ قبيلة المنتفق وأميرها في العراق راشد بن مغامس آل شبيب تدهور أوضاع الجبور فشنَّ حملةً عسكريةً سنة 932هـ/1526م على الجبور لضم إقليم البحرين لحُكمه واستطاع السيطرة على الأحساء ليعلن بذلك سقوط الدولة الجبرية.
امتازت الدولة الجبرية بمُختلف أنواع مظاهرها الحضارية وكان لهم دورٌ في بناء المساجد في إقليم البحرين ودعم العُلماء والشُّعراء، وفي تأمين طُرُق الحج المؤدية من العراق إلى مكَّة واستطاع السُّلطان أجود بن زامل الجبري تثبيت أنظمته الإدارية التي طُبقت في عهده واستمر السلاطين من بعده على نهجه حتى سقطت الدولة.

## أصول الجُبُور

تخطيط اسم خالد بن الوليد كما هو منقوش في المسجد النبوي.

اختُلف في نسب الجُبُور على عدَّة أقوال وأغلب النسَّابة على اتفاق أن الجبور يرجعون إلى بني عُقيل بن عامر، ويدعم قولهم نصوص المؤرخين المُعاصرين لفترة السُّلطان أجود بن زامل الجبري، ومن هؤلاء المؤرخين المُعاصرين هو شمس الدِّين السَّخَاوي ووصف أجود بن زامل قائلًا: «أجود بن زامل العُقيلي الجبري»، وأيضًا وصف المؤرخ عبد الباسط الملطي قائلًا: «أجود بن زامل العقيلي الجبري»، ولكن عامرًا اختُلف فيه فيقول المُؤرِّخ محمد بن عبد الله آل عبد القادر: «الجبور بطن من عقيل بن عامر دخلوا في عداد بني خالد بالمصاهرة»، وحاول الباحثون تفصيل هذا النسب فتوصَّل النسَّابة ابن عقيل الظاهري بعد جمعه للمصادر إلى أن الجبور من بني عُقيل بن عامر بن صعصعة بن هوازن، ويذكر النسَّابة حمد الجاسر رأيًا مختلفًا في كلام آل عبد القادر قائلًا: «…ولكن بني عُقيل المذكورين هنا ليسوا بني عُقيل الذين من بني عامر بن صعصعة بن هوازن، فبنو عامر الذين ينسبون إليهم من عبد القيس، وهم العُمُور»، ووافق أغلب الباحثين على القول الأول في نسبهم الجبور لبني عقيل بن عامر بن صعصعة، وتفرَّد الباحث صالح المسلط الجبوري إلى القول بقحطانية الجبور فيقول عن نسب جدهم جبر: «جبر بن محجوب بن صهيب بن كهيب بن محمد بن علي بن عبد الله بن عمر بن معد يكرب بن زبيد الأصغر بن منبه بن ربيعة بن سلمى بن مازن بن ربيعة الأكبر بن زبيد الأكبر بن منبه بن صعب بن مذحج بن أدد بن زيد بن يشجب بن عريب بن كهلان بن سبأ بن يشجب بن يعرب بن قحطان»؛ ولكن لم يوافقه أحد في هذا النسب.
وأخيرًا تظهر فئة من النسَّابة ينسبون الجبور إلى قبيلة بني خالد من فخذ الجبور ومنهم المؤرخ عبد الكريم الوهبي، ولكن ظهر فريقٌ منهم ينسبون الجبور إلى الصحابي خالد بن الوليد وهذا قول الباحث عبد الله الزبن ووافقه الباحث سعود الزيتون الخالدي ويقول في نسب أول شيوخ الجبور زامل بن حسين الجبري: «زامل بن حسين بن ناصر بن جبر بن نبهان بن ضبيب بن دايل بن خالد بن سليمان بن محمد بن جعفر بن سعيد بن حسان بن محمد بن أحمد بن عبد الله بن محمد بن صبيح بن منيع بن خالد بن عبد الرحمن بن خالد بن الوليد بن المغيرة المخزومي القرشي»، واستشهد ببيت شعر مديح للأمير الجبري مقرن بن غصيب بن زامل:
ولا زال الجبور في الوقت المُعاصر يُنتسبون إلى بني خالد بن الوليد عند العُرف الاجتماعي في دول مجلس التعاون الخليجي والشام وجمهورية العراق. لا تُعرف سيرة جبر - جد الجبور - ولكن ذكر الباحث صالح المسلط الجبوري نبذةً عن سيرة جبر دون الإشارة إلى مصدره ويشير أنه ولد في مدينة زبيد في شمال اليمن سنة 1260م وكان سُلطانها وتوفي سنة 1345م واختُلف في مكان دفنه على قولين، قيل أنه دُفن في النجف وقيل دُفن في السفيرة. وعُرفت ذريته بالجبور فيما بعد نسبةً له فيقول السخاوي في أجود بن زامل: «الجبري نِسْبَة لجد لَهُ اسْمه جبر وَلذَا يُقَال لَهُ ولطائفته بَنو جبر»، واستقرَّت ذريته في منطقة نجد فكان أوَّلُ شيوخهم وهو زامل بن حسين الجبري عُرف بأصول استقراره في نجد وعُرف الجبور بذلك فيُقال لهم البدو نسبةً لاستقرارهم في بادية نجد.

## التاريخ

### التَّأسيس (820 – 874هـ)

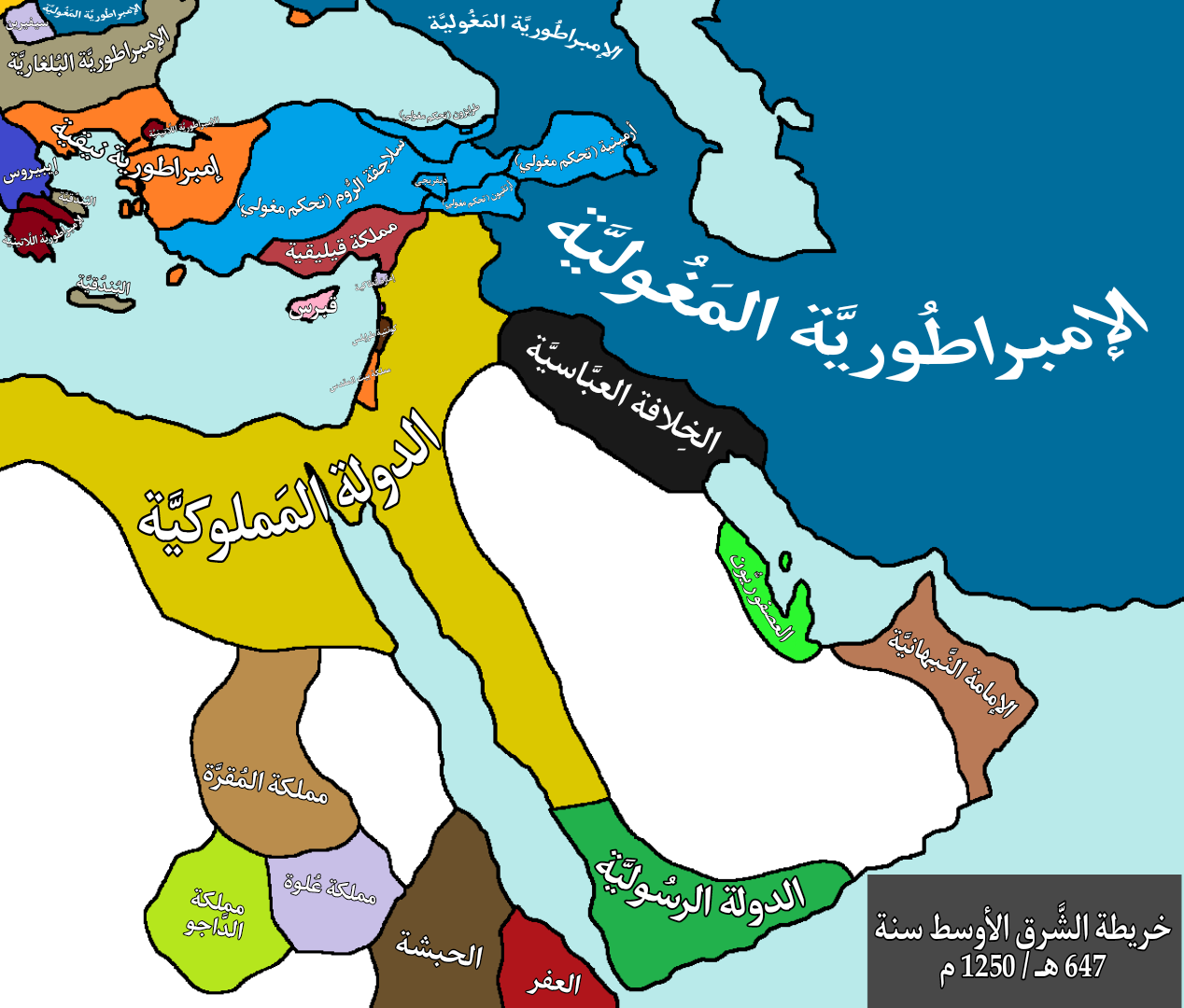
خريطةٌ تُظهر نفوذ الدولة العُصفُورية في إقليم البحرين والقوى المُجاورة لها في الشرق الأوسط سنة 647هـ الموافقة لِسنة 1250م، تولى الجروانيُّون حُكم إقليم البحرين وكان نفوذهم مُقاربًا لنفوذ العُصفُوريُّون في الخارطة.

لم تحظى منطقة نجد بالاستقرار الدَّاخلي مُنذ سُقُوط الدولة الأخيضرية حتى نشوء الدولة السعودية الأولى وخلال تلك الفترة كان الطابع السياسي للمنطقة يُظهر صراعًا على السُّلطة بين الأُسر الحاكمة وكانت كل مدينة نجدية مستقلةٍ عن الأُخرى، وبسبب هذا التمزُّق السياسي أصبحت منطقة نجد عُرضةً للخطر من قبل أُمراء المناطق المُجاورة مثل إقليم البحرين والحجاز وكانت نجد منطقة صراعٍ سياسيٍ بين أُمراء إقليم البحرين والحجاز، استقرَّ الجبور بنجد في ظل هذه الأوضاع وكانت كافة القوة تُرجِّحُ أمراء البحرين؛ وهم آل عُصفُور فينقل ابن خلدون عن ابن سعيد أنه قال: «وملكوا أيضا أرض اليمامة…وكان ملوكهم فيها لعهد الخمسين والستمائة بني عصفور»، وعلى ما يبدو أن الجبور وآل عصفور لهم علاقة نَسَبيَّة فكلاهما يرجعان لبني عامر بن صعصعة وبعضهم ينسب الأسرتين إلى ذرية خالد بن الوليد ولعلى كان هذا سببًا في تقوية علاقة الطرفين، ولكن ضعُفت قوة آل عصفور بسبب الصراعات الداخلية بينهم على الحُكم فاستغلت القوى الخارجية في فارس تلك النزاعات، وقد فرَّغت تلك القوات طاقتها على آل عصفور نتيجة الغزو المغولي لبلادهم فكانوا يدينون الولاء للإيلخان المغولي في فارس والذي كان من أعداءه آل عصفور في الأحساء.
استطاع مُلُوك فارس الاستيلاء على جزيرة أُوَال لتدخل إقليم البحرين في حقبة من تاريخها وهي التَّبعية الفارسية والتي استمرت لأكثر من 200 سنة وطابع هذه الحقبة هي تبعية حُكام البحرين المحليين إلى حُكام فارس حيث تقع أوال في سُلطان الحاكم الفارسي مُقابل العوائد المالية للحُكَّام المحليين، ولكن سُرعان ما دبَّ نزاعٌ بين مُلُوك فارس واستغل ملك هُرمُز قطب الدين تهتمن هذا الصراع فاستولى على ممتلكات الفرس في الخليج العربي سنة 731هـ/1330م واستطاع احتلال مدينة القطيف من العُصفُوريين سنة 736هـ/1335م ليدخل أمراء المنطقة المحليين في عصر التَّبعيَّة الهُرمُزيَّة، وبسبب ضعف العصفوريين وانشغال قطب الدين الهُرمُزي في صراعه مع ابن أخيه كيقباد استغل الجروانيُّون تلك الأحداث فاستولوا على الأحساء بقيادة جروان المالكي سنة 795هـ/1393م وشاركوا آل عصفور في حُكمهم وخصوصًا في الأنظمة الاقتصادية ولكن حُكمهم لم يغير من التبعية الهُرمُزية إذ أنهم أظهروا تبعيتهم لملك هُرمُز واقتصر نشاطهم على الأحساء ونجد فقط.
شهد الجبور تلك التغيُّرات السياسية في إقليم البحرين وعلموا أنه الوقت المُناسب لنشوء دولتهم وذلك يرجع إلى انشغال مُلُوك هُرمُز في صراعهم الدَّاخلي على السُّلطة وضعف وتساهُل الجروانيين مع أهل بادية نجد، لذلك قاد شيخ الجبور زامل بن حُسين الجبري أسرته لمواجهة الجروانيين فأرسل عليهم جيشًا بقيادة ابنه سيف الذي استطاع طرد الجروانيين من منطقة نجد ثُمَّ توجه إلى عاصمتهم في الأحساء واستطاع قتل أميرها إبراهيم الجرواني والاستيلاء عليها سنة 820هـ/1417م، كانت سيطرة الجبور للأحساء مثابة إعلان بدولتهم الجديدة متَّخذين مدينة الأحساء عاصمةً لها وبدأ الجبور بمشيخة زامل بن حسين وقيادة ابنه سيف بتوسيع مُلْكهم على حساب ممتلكات مُلُوك هُرمُز في إقليم البحرين، فبعد الأحساء استغل الجبور انشغال ملوك هرمز في صراعهم على السُّلطة فاستولوا على مدينة القطيف سنة 843هـ/1439م.

خريطة مُحافظات منطقة الرياض، تُظهر الخريطة بعض المواقع التي سار إليها الشيخ زامل بن حسين الجبري.

توجَّهت أنظار الجبور إلى منطقة نجد بعد استيلاءهم على القطيف وذلك يرجع إلى كونها أصل استقرارهم وإلى أهميتها التِّجارية حيث كانت معبرًا لأهل البحرين إلى الحجاز للقوافل التجارية وكانت معبرًا للحُجَّاج في أداء مناسك الحج، فبدأ الشَّيخ زامل في شنِّ الحملات العسكرية لإخضاع أهلها وأورد المُؤرِّخ ابن بسام في كتابه تحفة المُشتاق في أخبار نجد والحجاز والعراق أن زامل قاد خمسة حملات عسكرية على نجد، وبدأت حملته الأولى سنة 851هـ/1447م على مدينة الخرج التي كان يقطُنها الدواسر وعائذ واستطاع هزيمتهم والاستيلاء على المدينة فاستقرَّ فيها عشرين يومًا ثُمَّ عاد إلى الأحساء، وبدأت حملته الثانية سنة 852هـ/1448م على قبيلة الدواسر في واديهم وذلك لكثرة غارتهم في بادية البحرين إلا أن الطرفين قبلوا بالصُّلح، وبدأت حملته الثالثة سنة 855هـ/1451م على قبيلة الفضول في موقع حفر العتك شمال الرِّياض وهزمهم ولكن استقرَّ عشرة أيام في الخرج وشنَّ حملةً أخرى على آل مُغيرة في قرية الغزيز وهزمهم، وبدأت حملته الرَّابعة سنة 858هـ/1454م على قبائل زعب والعوازم في قرية اللهابة وانتصر عليهم، وبدأت حملته الخامسة والأخيرة سنة 866هـ/1461م على آل مُغيرة وقبيلة سبيع في منطقة حاير جنوب مدينة الرِّياض وانتصر عليهم واستقرَّ زامل في الخرج مدة عشرة أيام حتى تخف غارات قبائل نجد واستطاع في تلك الأيام إيقافها وعاد إلى الأحساء.
توفي الشيخ زامل سنة 866هـ/1461م بعد حملته الخامسة بمدةٍ قصيرةٍ وتولى الحُكم من بعده ابنه سيف ووقع خلافٌ بين الباحثين حول طبيعة حُكم سيف، حيث قال السَّخاوي: «انتزع الْبِلَاد الْمشَار إِلَيْهَا وملكها وَسَار فِيهَا بِالْعَدْلِ فدان لَهُ أَهلهَا وَلما مَاتَ خَلفه أَخُوهُ»، واستدلَّ مجموعةٌ من الباحثين في النص أن سيف هو أول حُكَّام الجبور وليس والده، ولكن أغلب الباحثين مال بالقول أنه ثاني حُكام الجبور لوجود أدلة تدعم هذا القول مثل ذكر حملات الشيخ زامل في مُؤلَّف ابن بسام وأبيات شعرية من ابن زيد تصف زامل بالمُلْك، لعب سيف دورًا كبيرًا في تأسيس دولة الجبور وكان له الفضل في الكثير من المواضع ما جعله مؤهلًا للحُكم، واجه الأمير سيف معارضةً شديدةً من أقربائه العُصفُوريين وذلك أنهم أرادوا استرداد مُلكهم فثاروا على سيف بن زامل بقيادة شيخهم مانع بن بدران ولكنهم فشلوا وقتل سيف مانع، ثُمَّ ثاروا مرة أخرى على سيف بقيادة شيخهم كليب بن ماجد بن بدران سنة 874هـ/1470م واستطاعوا قتل سيف بن زامل فطمعوا في إعادة إحياء دولتهم ولكن تصدى لهم أخو سيف وهو السُّلطان أجود بن زامل فطردهم من الأحساء وصادر أملاكهم فلجأ العصفوريُّون إلى بادية العراق.

### العصر الذَّهبي (874 – 927هـ)

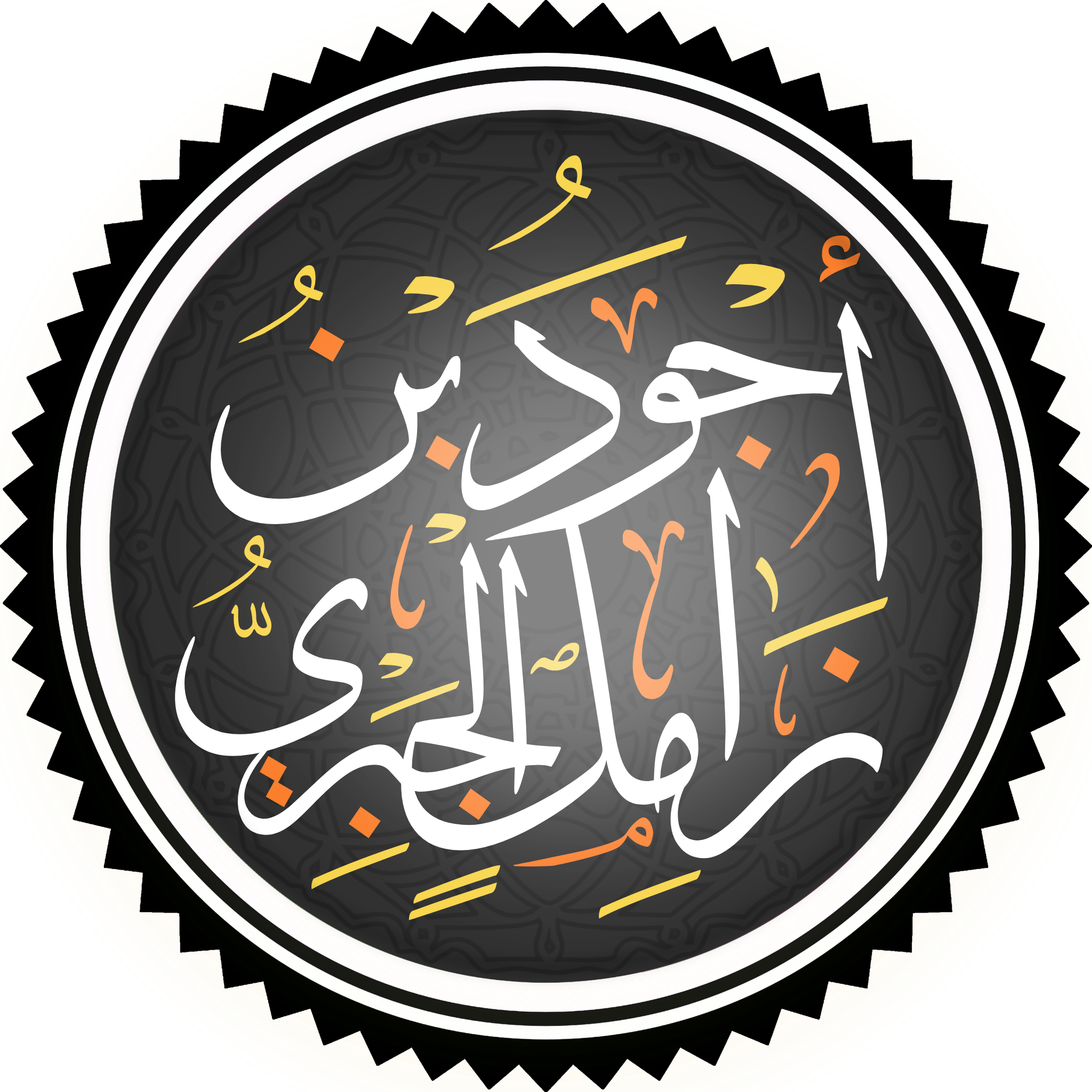
تخطيط اسم أجود بن زامل الجبري بخط الثُّلُث، كسب السُّلطان أجود شهرةً فاقت شهرة باقي حُكَّام الدولة الجبرية واشتُهر بحُكمه التي كانت حدًّا فاصلًا بين العصر التأسيسي والذهبي.

كان للسُّلطان أجود خليفةٌ سياسيةٌ مكَّنته من تولي حُكم الدولة بعد أخيه سيف سنة 874هـ/1470م وذلك بأنه شارك مع والده وأخاه في تأسيس أنظمة الحُكم، ويعدُّ أجود أكثر حُكَّام الدولة الجبرية شهرةً وفاقت شُهرته حتى وصلت إلى بلاد الهند وكانت له مراسلات مع وزير البهمنيين محمود جهان، وبدأ عصره بالتخلُّص من منافسيه العُصفُوريِّين بعد مقتل سيف بن زامل ثُمَّ اتجه لتوسيع مُلكه إلى مناطق أخرى واتَّبع أساليب من سبقه في توسيع مُلكه على حساب مُلُوك هُرمُز، واستغل أجود الصراع الداخلي بين أبناء فخر الدين شاه الهرمزي على الحُكم في مملكتهم وسيطر على جزيرة أُوَال سنة 880هـ/1475م ولجزيرة أوال أهميةٌ كبيرةٌ عند مُلُوك هُرمُز لذلك بعد استيلاء أجود على الجزيرة ونجاح الهرمزيين في تسوية الخلاف وتعيين سلغور ملكًا عليهم طالب الأخير بأحقيته على الجزيرة ولكن لم يُستجاب له، ولم تمضي فترة قصيرة حتى دخل الهُرمُزيُّون في صراعٍ داخليٍ بعد انقلاب مير شاه أويش على أخيه سلغور مما انشغلوا عن مسألة جزيرة أوال.
لجأ سلغور إلى القوات الخارجية لمُساعدته في استرداد المُلْك من أخيه فلجأ أولًا إلى الأئمة النبهانيِّين في عُمان، ولكن رفض إمامهم سُليمان بن سُليمان النَّبهاني مساعدته فلجأ أخيرًا إلى سُلطان الجبور أجود بن زامل ورأى أجود في طلب سلغور منفعةً له وللجبور لذلك وافق على مُساعدته واشترط عليه تنازل أحقيته في مُلك القطيف وأُوال، وفي سنة 880هـ/1475م حَشَد أجود جيشًا بقيادة ابنه زامل في مدينة جُلَّفار وانضم له جيش سلغور وعندما وصلت جيوش مير شاه أويش انقلبت عليه فانسحب الكثير منهم ومن الوزراء تاركين مير شاه أمام الجبور، وبهذا أُسر مير شاه أويش وأبحر كلٌّ من زامل وسلغور إلى جزيرة هُرمُز وأعادوا المُلك لسلغور، ندم سلغور على تنازله عن القطيف وأوال للجبور وذلك يرجع لقلَّة واردات هرمز والتي انخفضت كثيرًا نتيجة ازدهار تجارة في البحر الأحمر عوضًا عن الخليج العربي وبالتالي سبَّبت في إضعاف خزينة المملكة الهُرمُزية مما جعل سلغور راغبًا في واردات أوال التي ستساعده في سدِّ فراغ خزينة المملكة.
طالب سلغور بدفع مبلغٍ سنويٍّ من واردات أوال ولكنَّ أجود رفض طلبه نتيجة الاتفاق المُبرم بينهما فلجأ سلغور إلى القوة العسكرية وأرسل ثلاثة حملات عسكرية بحريَّة إلى أُوال وكانت إحداها بقيادته والأُخرى بقيادة وزيره نور الدين فالى والأخيرة بقيادة ابنه توران شاه واستطاع الأخير السيطرة على أوال سنة 890هـ/1485م، ولكن استعاد أجود أوال بعد فترة قصيرة ويبدو أن سلغور بعد فشل حملاته العسكرية لجأ إلى القوة الاقتصادية حيث كان مضيق هرمز ضمن نفوذه فأغلق هذا المضيق على وجه موانئ سلاطين الجبور، أظهرت القوة الاقتصادية فعاليتها إلى صالح سلغور فقد أضرَّ إغلاق مضيق هرمز باقتصاد الدولة الجبرية مما جعل أجود يميل إلى عقد اتفاقية جديدة ونصَّت الاتفاقية على بقاء أوال تحت نفوذ الجبور مُقابل دفع مبلغٍ مقدار 5.000 دينار أشرفي، وبعد تسوية الأمور بين أجود وسلغور توجَّهت أنظار السُّلطان أجود إلى بلاد عُمان وذلك يرجع للخلاف الذي وقع بين الأئمة الإباضيين وبني نبهان، وخلال الصراع لجأ إمام الإباضية في عُمان عُمر بن الخطَّاب الخروصي إلى أجود بن زامل في الأحساء طالبًا منه المُساعدة في إسقاط شيخ بني نبهان سُليمان بن سُليمان.

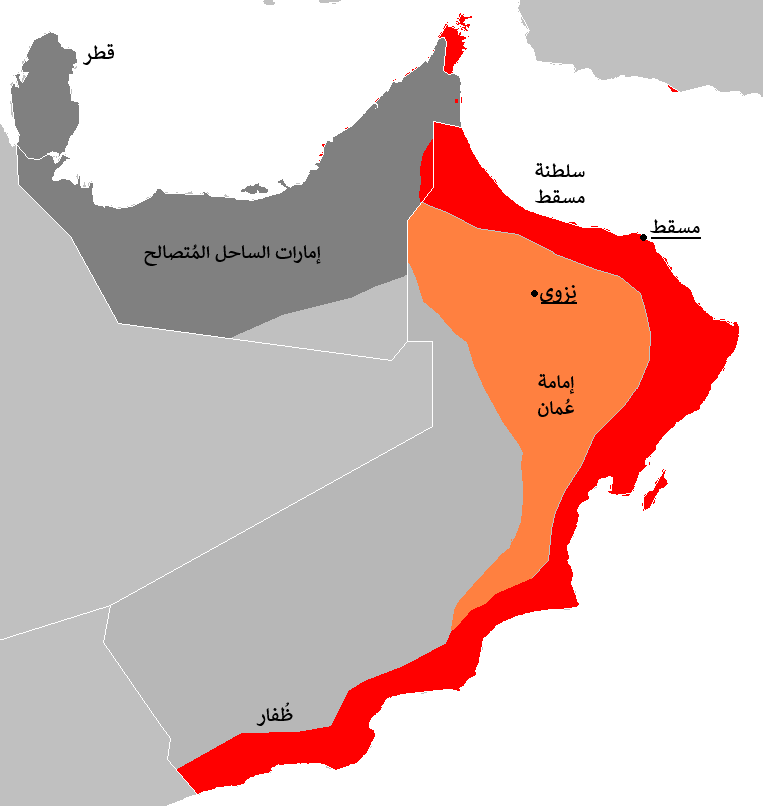
خريطة تُظهر نفوذ سلطنة مسقط وإمامة عُمان، كانت حدود إمامة عُمان مشابهةً لحدود عُمان الدَّاخليَّة والتي كانت منطقة صراع بني نبهان والأئمة الإباضية، وكانت حدود سلطنة مسقط مشابهةً لحدود عُمان السَّاحليَّة والتي كانت تحت نفوذ مُلُوك هُرمُز.

لقد رأى أجود في طلب عمر فرصةً للتدخُّل في شؤون عُمان والضغط على نفوذ ملوك هرمز فيها لذلك وافق على مُساعدة عمر بن الخطاب الخروصي فأرسل جيشًا بقيادة ابنه سيف سنة 893هـ/1487م، واستطاع سيف هزيمة سُليمان النبهاني فلجأ الأخير إلى هرمز ونُصب عمر بن الخطاب حاكمًا وإمامًا لعُمان من قبل الجبور مُقابل دفع مبلغٍ سنويٍّ من محاصيل عُمان لهم، وتُشير بعض أبيات ابن زيد الشعريَّة في مدح هلال بن زامل (أخو أجود) أن نفوذ الجبور وصل إلى منطقة حَضَرْمَوت فيقول الشاعر:
وما يدعم قول الشَّاعر هو تأييد المصادر البُرتُغالية بقول سيطرة الجبور على منطقة حضرموت وقد أشارت أن منطقة ظُفار كانت جزءًا من الدولة الجبرية، ويرجِّح الباحث خالد بن عزام الخالدي أن منطقتي ظفار وحضرموت دخلتا ضمن نفوذ الجبور في عهد أجود بن زامل.
توقَّفت الحملات التوسُّعيَّة للسلطان أجود عند هذا الحد بعد حملته على عُمان فوصلت الدولة الجبرية في عهده إلى أقصى اتساعٍ لها، ويذكر السخاوي عن نفوذ السُّلطان أجود قائلًا: «اتسعت لَهُ مَمْلَكَته بِحَيْثُ ملك الْبَحْرين وعمان ثمَّ قَامَ حَتَّى انتزع مملكة هرموز…وَصَارَ رَئِيس نجد ذَا أَتبَاع يزِيدُونَ على الْوَصْف»، ولكن مع هذا النفوذ الكبير فإنَّ فترة حُكمه لم تخلوا من التمرُّدات ضده حيث ذكر ابن بسام ستة حملاتٍ عسكريَّةٍ خاضها أجود بن زامل لتأديب المتمرِّدين في منطقة نجد، وكانت حملته الأولى سنة 887هـ/1482م على قبيلة الفضول في قرية تبراك لكثرة غاراتهم على بادية الأحساء واستطاع هزيمتهم، بدأت حملته الثانية سنة 890هـ/1485م على قبيلة الدواسر في مدينة الخرج وهزمهم فاستقرَّ في الخرج لأيام ثُمَّ عاد إلى الأحساء، بدأت حملته الثالثة سنة 893هـ/1487م على قبيلتي الدواسر وسُبيع في قرية الحرملية لكثرة غاراتهم على بادية الأحساء فهزمهم، بدأت حملته الرابعة سنة 900هـ/1494م على قبيلة الدواسر في مدينة الرُّويضة وقتل منهم عدَّة رجال، شكَّك المُحقِّق إبراهيم الخالدي في تنسيب الحملة الخامسة والسادسة إلى أجود لكُبر سِنِّه ويقترح أن هذه الحملات قد خاضها أحد أبناءه وقد وافقه أغلب الباحثين ونسبوها للسُّلطان مُحمَّد بن أجود، وما يدعم قولهم هو نصُّ ابن فرج في كتابه السلاح والعدة في تاريخ بندر جدة حيث ذكر محمد بن أجود سُلطانًا للجبور في حوادث سنة 912هـ/1507م - التاريخ السابق للحملتين الأخيرتين - قائلًا: «سلطان البحرين والبرين والحسا والقطيف محمد بن أجود»، وأخيرًا أشار الشَّاعر ابن زيد إلى حملتين عسكريتين غير مُؤرَّخة وكانت الحملة الأولى موجَّهة لحلفٍ من القبائل الطائية وفرع القديمات من بني عامر في قوله:
ووقعت الحملة الثانية قُرب منطقة المطلاع على القديمات من بني عامر في قوله:
مثَّل عصر أجود بالازدهار والتوسُّع وورثه السلاطين اللاحقين له، وقد كَبُر أجود بن زامل في السن فتنازل عن الحُكم لابنه مُحمَّد سنة 902هـ/1497م ولا يُعرف كثيرًا عن فترة حُكم محمد وعلى ما يبدو أن طابعها كان مُستقرًا واتَّصف بالأمن، ويدلُّ ذلك من نص ابن فرج وذلك أن مدينة جُدَّة كثُرت فيها غارات البدو ونهبها حتى اضطرب الأمان فيها فاستنجد الشريف بركات بن محمد بسُلطان الجبور محمد بن أجود لتخميد الفساد ولبَّى محمد طلبه، وفي تاريخ 17 ذي الحِجَّة 912هـ/9 مايو (أيَّار) 1507م(2) وصل جيش الجبور بقيادة محمد الذي يُقدَّر عدده بخمسين ألف مُقاتل واستطاع بهذه القوة الكبيرة من هزيمة البدو ليُعيد الأمان إلى مدينة جدة، وفي عهده صادف ظُهُور البُرتُغاليين في بحر الخليج العربي وتطوَّرت علاقة الطرفين بعد خُضُوع مُلُوك هُرمُز إلى التاج البُرتُغالي حيث تدخل الجبور لصالح العرب الخارجين على الحُكم البُرتُغالي في مدينتي مسقط وصُحار سنة 913هـ/1507م لينشغل البُرتُغاليُّون فيها حتى لا تصل أطماعهم إلى جزيرة أُوال.

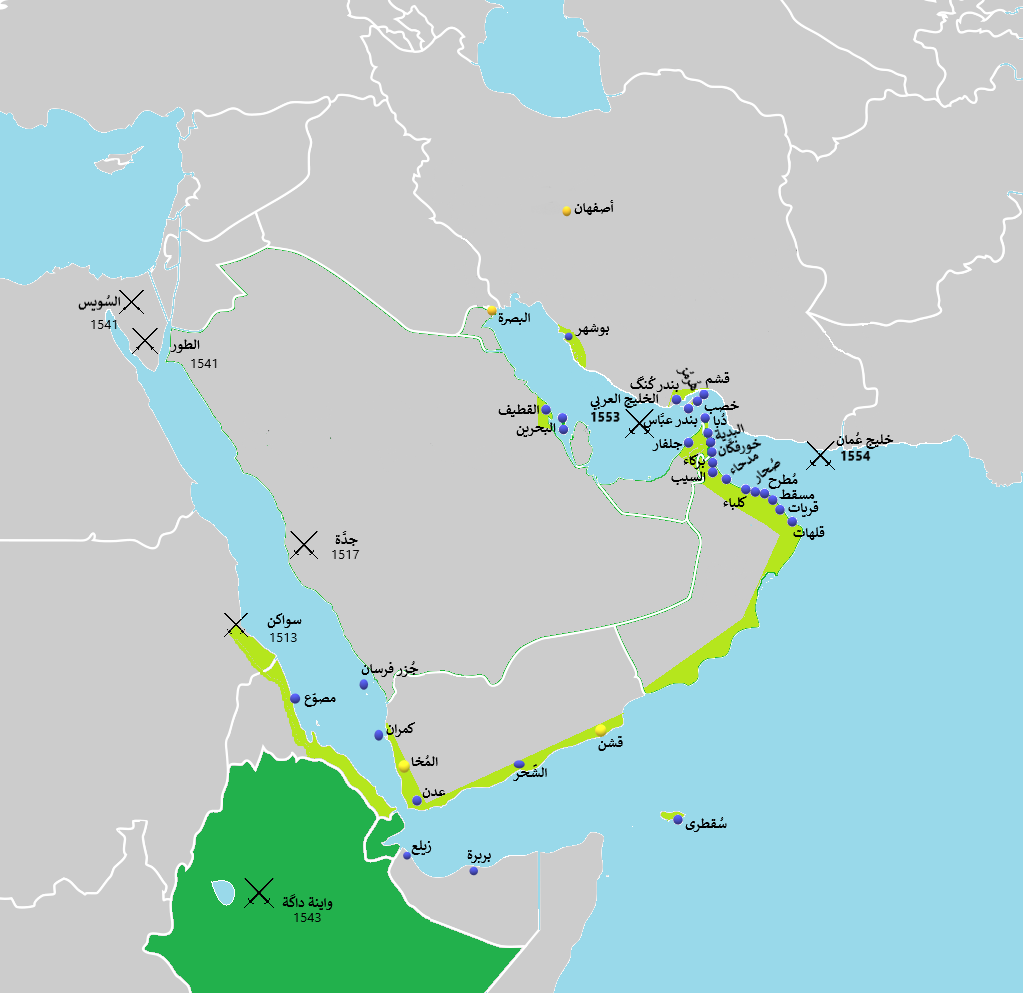
خريطة تُظهر مُستعمرات الإمبراطورية البُرتُغالية في الخليج العربي والبحر الأحمر، دخل الجبور في صراعٍ مع الإمبراطورية مُنذ عهد محمد بن أجود حتى سقوط الدولة.

لا تُعرف نهاية حُكم محمد بن أجود ولكن رجَّح الباحث خالد بن عزام الخالدي قول بنهاية حُكم محمد في سنة 917هـ/1511م وتولى ابن عمه صالح بن سيف حُكم الدولة من بعده مُعتمدًا على رأي الباحث عبد اللطيف الحميدان في المسألة، وعلى ما يبدو أن السُّلطان صالح كانت له من المُؤهلات التي ساعدته للوصول إلى الحُكم فمع مُشاركته في قتال البدو في جُدة إلى جانب مُحمَّد حسب قول الباحث صالح هوَّاش المسلط، فقد كان مُلمًّا في الفقه والحديث وأشار إلى ذلك المُؤرِّخ الفقيه ابن العماد الحنبلي في كتابه شذرات الذَّهب في أخبار من ذهب قائلًا: «وكان مالكي المذهب، فقيها، متبحرا في الفقه والحديث، وله مشاركة جيدة»، تولَّى صالح حُكم الدولة في فترةٍ تُعاني منها البلاد من مخاطر خارجيَّة وخصوصًا بعد ظهور القوة الأوروبية البُرتُغالية في الخليج العربي التي تطمع لضم أوال إلى نفوذها وظهور الدولة الصفوية في إيران والتي تطمع لتوحيد البقاع المُقتطنة بالشيعة والتي كانت من ضمنها إقليم البحرين الخاضعة لنفوذ السُّلطان صالح.
استقبل البُرتُغاليُّون والهُرمُزيُّون حُكم صالح بالهُجُوم على جزيرة أوال سنة 917هـ/1511م ويبدو أنهم استغلوا وفاة محمد بن أجود فنجحوا في الاستيلاء عليها، ونتيجة لفُقدان الجبور جزيرة أوال التي تُعدُّ أحد أهم واردات الدولة فقد لجأ صالح إلى زيادة نسبة الضرائب وفرضها على أهل الأحساء مما أثار استياءهم على السُّلطان وكذلك استياء المُنافسين له للسُّلطة من الجبور، وفي سنة 920هـ/1514م توفي ملك هُرمُز سيف الدين ووزيرها خواجة عطار فاستغل عرب أوال ذلك وثاروا ضد الحُكم الهُرمُزي للجزيرة وانضموا إلى نفوذ سُلطان الجبور صالح بن سيف وحتى لا يتطوَّر صراع الطرفين فإن صالح لجأ إلى عقد اتفاقية بينه وبين ملك هرمز الجديد فكان من بنود الاتفاقية هو التزام صالح بدفع مبلغٍ سنويٍّ لملك هُرمُز مُقابل احتفاظه بجزيرة أوال، ويبدو أن صالح أراد بهذه الاتفاقية تعزيز العلاقات بينه وبين البُرتُغاليين عبر الود وإرسال الهداية فيُذكر أن صالحًا في سنة 921هـ/1515م أرسل هدايا إلى جزيرة هُرمُز للترحيب بحاكم الهند البُرتُغالية وهو ألفونسو دي ألبوكيرك وبعد شهر ردَّ الحاكم ألبوكيرك الجميل بإرساله الهدايا إلى صالح في أوال.
أثارت سياسة صالح عند أسرته سلبًا وقد استاء عددٌ منهم من سياسته وأحسوا بالذُّل الزائد اتجاه البُرتُغاليين والهُرمُزيين وقد رأى صالح في هذا التقرُّب مصالح نافعةً لدولته في تجنُّب المخاطر المُستقبلية ضد التحالف البرتغالي-الهرمزي والصفويين، أدَّى بهذا التمزُّق الأُسَري بين الجبور إلى نُهُوض شخصية مُقرَن بن زامل الذي كان من المُعارضين لسياسة صالح وخرج عليه في سنة 922هـ/1516م فانتصر عليه واستولى على الحُكم، وحاول صالح استىرجاع مُلكه سنة 925هـ/1519م وأشار المؤرِّخ جار الله ابن فهد المكي في كتابه نيل المُنى بذيل بُلُوغ القِرى لتكملة إتحاف الوَرَى إلى هذا الحدث ولكنه لم يذكر صالح بن سيف فيه ويُرجِّحُ الباحث خالد بن عزام الخالدي أن المقصود في النص هو صالح بن سيف، ويقول: «وذكروا أن بَدْوهم وقع فيها قتال بين سلطانهم مقرن بن زامل وبين قريبه في قرية قريبة منه وكان دُعِيَ له في بعض البلدان، فغيّب الشيخ مقرن على القاضي محمد بن فرق فخشي وفرَّ إلى بلدة أخرى خارجة عن أعمال بلاده».

رأس السُّلطان مُقرَن بن زامل على درع أمير البحار أنطونيو كوريا.

تولى السُّلطان مُقرن بن زامل حُكم الدولة سنة 922هـ/1516م وفي عهده تطوَّرت الأوضاع السياسية في المشرق الإسلامي بعد ظهور قوة العُثمانيين في المنطقة وذلك بانتصارهم على الصفويين في معركة جالديران سنة 920هـ/1514م وضم سلطنة المماليك إلى نفوذهم سنة 923هـ/1517م، ويبدو أن مُقرن قد مال إلى القوة العُثمانية نتيجة التوجُّهات السياسية لشريف مكَّة بركات بن محمد الذي كان مواليًا للعُثمانيين وكان سلاطين الجبور عامةً ذو علاقة حسنة مع شرافة مكة في توجُّهاتهم الدينية والاقتصادية والسياسية، اختلفت سياسة مُقرن عن صالح اتجاه البُرتُغاليين فبدلًا من التودُّد وكسب رضاهم فقد امتنع عن دفع الأموال لملك هرمز وبدأ في الاعتراض والهُجُوم على السُّفُن الهُرمُزية والبُرتُغالية في الخليج العربي ردًّا على القرصنة البُرتُغالية في الخليج، وقد أثَّرت سياسة البُرتُغاليين في البحر الأحمر على حركة التجارة في الخليج العربي فقد زادت التجارة في الخليج نتيجة إغلاق البرتغاليين للبحر الأحمر مما ساهم في ازدهار التجارة عند الجبور الذين لجأوا تُجَّار الحجاز إليهم، وقد تفسر هذه الحادثة فعل مُقرن في السُّفن البرتغالية التجارية على الخليج العربي نتيجة إنشغال السفن العسكرية في البحر الأحمر.
وجد القائد ألبوكيرك في صنيع مُقرن ما يضيفه إلى دوافع احتلال أُوال ومع شكوى ملك هرمز من عدم دفع المبالغ السنوية له فإنَّ هذه العوامل كانت كافيةً لبدء حملةً برتغاليةً على الجبور، وفي سنة 926هـ/1520م حاول البرتغاليين والهرمزيين الاستيلاء على أوال في ظل غياب مقرن الذي كان حينها في مكَّة يُؤدِّي مناسك الحج ولكنهم فشلوا بسبب مُعاكسة جهة الرِّياح إليهم وتصدِّي ابن أخت مُقرن الشَّيخ حُميد(3) لهم، وحال وصول أخبار ذلك الهُجُوم إلى مُقرن سارع في طلب الدعم من القوات الإسلامية الأخرى والعودة إلى الأحساء للاستعداد ضد الهجمات المُقبلة، وفي تاريخ 10 شعبان 927هـ/17 يوليو (تمُّوز) 1521م هاجمت القوات البُرتُغالية والهُرمُزية أُوال بقيادة الأميرال أنطونيو كوريا والوزير شرف الدين الهرمزي وتصدَّى الجبور لهذا الهجوم بقيادة مقرن بن زامل وأثناء القتال أُصيب السُّلطان في فخذه وعلى إثر هذه الإصابة تُوفي بعد ثلاثة أيام منها وانهارت معنويات الجيش الجبري بعد وفاته وكثُر القتلى والجرحى بينهم مما جعل الشَّيخ حُميد يعلن الانسحاب إلى مدينة القطيف، وتُشير بعض المصادر البُرتُغالية أن الوزير شرف الدين الهرمزي تعقَّب السفينة التي تحمل جُثَّة مقرن وقبض عليها وأجتز الرأس عن الجُثَّة وحمله معه إلى هُرمُز.

### السُّقوط (927 – 932هـ)

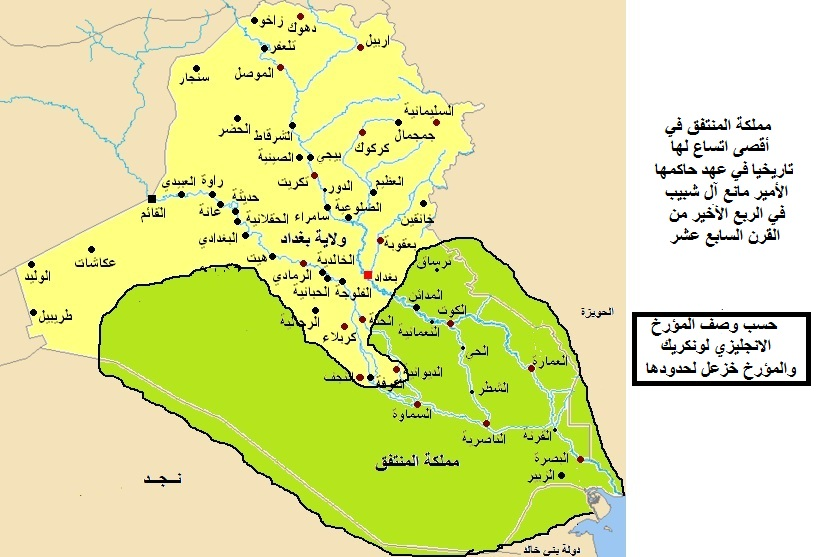
خريطة إمارة المنتفق في أقصى اتساعٍ لها.

نتج من وفاة مُقرن فراغًا سياسيًا للدولة الجبرية لم يستطع أحدٌ من خُلفاءه سدِّه ونتج من وفاته تمزُّق البيت الجبري إلى فئتين حيث تمثِّل الفئة الأولى ذرية وأولاد السُّلطان أجود بن زامل وتمثِّل الفئة الثانية ذرية وأولاد الأمير هلال بن زامل، وذكر المُؤرِّخ جار الله ابن فهد المكِّي خُلفاء مُقرن والذي يُقدَّرُ عددهم بخمسة حُكَّام، أوَّلهم هو السُّلطان علي بن أجود وحكم لمدة شهرين، لا تُعرف طبيعة حُكمه ولكن مدحه الشاعر عامر السمين قائلًا:
ثُمَّ تولى من بعده ابن أخيه ناصر بن مُحمَّد سنة 927هـ/1521م واستمرَّ لثلاث سنين، وفي بداية عهده انتعشت الدولة الجبرية من الناحية السياسية بفضل قيادات ابن عمه حُسين بن سيف العسكرية في عُمان، حيث استطاع الأمير حُسين استعادة مدينة صُحار تاريخ 12 ربيع الأول 928هـ/11 مارس (آذار) 1522م وجزيرة أُوال سنة 929هـ/1523م، وأشار ابن بسام إلى حملة وقعت في سنة 929هـ/1522م ويُرجَّح أن قائدها كان السُّلطان ناصر حيث حارب قبيلة الفضول في حفر الباطن وغنم منهم غنائم كثيرة، ولكن توقَّفت هذه العمليات بعد وفاة حُسين سنة 929هـ/1523م ويبدو أن البُرتُغاليين بعد وفاته استطاعوا استرجاع أوال واحتلال القطيف من الجبور مما خلق الفوضى في الديار الجبرية والإفلاس ونتيجة لهذه التطورات تنازل ناصر عن الحُكم لقطن بن علي بن هلال بن زامل سنة 930هـ/1524م.
يعدُّ حدث تولي السُّلطان قطن حُكم الدولة خروج الحُكم عن ذرية أجود بن زامل وانتقاله إلى ذرية هلال بن زامل من عُمان، حكم قطن قُرابة سنة وتوفي سنة 931هـ/1525م وتولى الحُكم من بعده ابنه علي(4)، لم يستطع السُّلطان علي تولي مسؤولية الدولة لذلك تنازل عنها لعمه غُصيب بن زامل، استمرَّ السُّلطان غصيب في الحُكم مدة سبعة أشهر ووصلت الدولة في عهده إلى أسوء مراحلها من التخبُّط والتدهور ما جعل أهل الأحساء يبحثون عن زعيم قوي خارج الجبور لإصلاح الفوضى فوجودها عند أمير المنتفق وشيخها راشد بن مغامس، وافق الأمير راشد بن مغامس على طلب الجبور وذلك يرجع للأطماع التَّوسُّعية إلى إقليم البحرين عند الأمير وإلى أهمية المنطقة اقتصاديًا للبصرة فإنَّ قوافل الحج كانت تمرُّ بالبحرين وصولًا إلى مكَّة لذلك هاجم الأمير راشد مدينة الأحساء سنة 932هـ/1526م واستولى عليها ليُنهي بذلك حُكم الجبور في الأحساء ويحلُّ محلها إمارته.

### بعد السُّقوط (932 – 1287هـ)

#### في القطيف
على الرُّغم من سُقُوط مركز الدولة الجبرية في الأحساء إلا أن الجبور استمرُّوا في مشاركتهم على المسرح السياسي في شرق شبه الجزيرة العربية وخصوصًا في المناطق التي كانت تخضع لهم مثل عُمان وقطر وأوال والقطيف، وفي القطيف تُشير رسالة الوالي الهرمزي في أوال ركن الدين الفالي إلى الوزير الهرمزي شرف الدين الفالي تاريخ 10 ربيع الأول 942هـ/17 سبتمبر (أيلول) 1535م على وجود نفوذ للجبور في المدينة وأشار إلى اسم أميرها قائلًا: «أما بخصوص أحوال مشايخ الجبور فإنه قد تحقق النصر لهم أخيرًا في هذه السنة، بعد أن استمر ذلك القتال سنوات عديدة بين الشيخ فضيل الزامل وآل صبيح والذي الآن يبسط سيطرته على جميع تلك النواحي»، ويُرجِّحُ الخالدي أن المقصود بالنص هو فضيل بن زامل بن سيف بن أجود الجبري وقد انشغل كلٌّ من الأمير راشد بن مغامس والأمير فضيل بن زامل في مُهادنة القوى الكُبرى في المنطقة مثل البرتغاليين في الخليج العربي والعُثمانيين في بغداد ويبدو أن فضيل أقرَّ بتبعيته لملوك هُرمُز الذي كانوا تابعين لأباطرة البُرتُغال وأقرَّ راشد بتبعيته للعثمانيين سنة 945هـ/1538م ووافق عليها السُّلطان العُثماني سُلَيْمان القانوني، وبعد ضمان راشد لدعم العُثمانيين إلى جانبه فقد سارع إلى ضم القطيف في نفوذه ودخلت في نفوذه دون قتال سنة 945هـ/1539م وذلك أن أمير القطيف رحَّب به وسلَّمها له، وأشارت رسالة والي البحرين الهرمزي بدر الدين الفالي إلى ملك البرتغال دون جوان تاريخ ربيع الآخر 946هـ/1539م على اسم حاكم القطيف حيث ورد فيها: «كانت القطيف يحكمها أحد شيوخ العرب من أمراء عامر، المدعو مانع»، ويرجِّحُ الخالدي بأن مانع هو تحريفٌ لاسم شيخ الجبور منيع بن سالم بن زامل بن أجود الجبري، وأشار الشاعر راشد الخَلَاوي إلى نفوذ الشيخ منيع قائلًا:
والذي حكم ما بين (943 – 945هـ / 1536 – 1538م) ولكن نتيجة التطورات السياسية في إقليم البحرين فإنَّ الأحساء والقطيف لم تستمر طويلًا في نفوذ إمارة المنتفق وقد احتل العُثمانيُّون مقرَّهم في البصرة سنة 953هـ/1546م ثُمَّ زحفوا نحو القطيف واحتلوها سنة 957هـ/1550م، واستغل البُرتُغاليُّون والهُرمُزيُّون هذه التطورات السياسية فاحتلوا القطيف سنة 958هـ/1551م واستغل شيخ الجبور في القطيف مقرن بن غصيب بن زامل هو الآخر الأوضاع السياسية في القطيف ففي نفس السنة هاجم القطيف واستطاع الاستيلاء عليها ليستعيد حُكم الجبور فيها، ولكن لم يستمر حُكمه لأكثر من ثلاث سنين حيث استطاع العُثمانيُّون بقيادة القُبطان محمد بيري من استعادة القطيف سنة 960هـ/1553م.

#### في أوال وقطر
كانت أوال تحت نفوذ البُرتُغاليين وسبق أن اتفق البرتغاليُّون مع الصفويين في ضم القطيف وأوال إلى نفوذ الصفويين، وعندما لم يتحقق هذا الاتفاق أخذ الصفويون يتجهزون لاحتلال أوال واحتلوها في سنة 1011هـ/1602م في عهد الشاه عبَّاس الأول، واستمرَّ النفوذ الصفوي في أوال قُرابة القرن حتى تدهورت أوضاع الدولة الصفوية بسبب ضعف الشاه حسين فاستغل أئمة عُمان اليعاربة هذا الضعف واحتلوا أوال سنة 1130هـ/1717م بقيادة إمامهم سلطان الثاني اليَعْرُبي وعيَّن واليًا عليها يُقال له محمد بن ناصر الغافري ويُرجِّحُ الخالدي أنه من شيوخ الجبور في عُمان، وبعد وفاة سلطان الثاني اليعربي سنة 1131هـ/1718م تدهورت الأوضاع في عُمان وتنافس اليعاربة على الإمامة ويبدو أن محمد بن ناصر الجبري أراد استغلال هذه المشاكل لصالحه لذلك غادر أوال وتوجه إلى عُمان للمشاركة في أحداثها وعيَّن مكانه على أوال ابنه ناصر سنة 1134هـ/1721م، ويبدو أن أحد شيوخ الجبور في فارس الذي يدعى جبارة الهولي(5) استغل غياب محمد الجبري والأوضاع السياسية في فارس وعُمان فهاجم أوال وحاصرها وطال حصارها حتى استسلم ناصر بن محمد وسلَّم له الحُكم سنة 1137هـ/1724م، استمر جبارة الجبري حاكمًا على أوال حتى سنة 1150هـ/1737م وفي هذه السنة استولى نادر شاه الأفشاري على الجزيرة مُستغلًا غياب جبارة لتأدية مناسك الحج، وفي قطر تنتسب أسرة آل مسلم إلى الجبور من قبيلة بني خالد حسب قول المؤرخ محمد بن عبد الله آل عبد القادر، وإن صحَّ انتساب الجبور إلى القبيلة فإنَّ أسرة آل مسلم الجبور استمرُّوا في الحُكم على قطر قُرابة ثلاثة قرون حتى سنة 1238هـ/1823م.

#### في عُمان
وفي عُمان كان أوَّلُ ذِكرٍ للجبور بعد سقوطهم في الأحساء يعود تاريخه سنة 965هـ/1557م وفي هذه السنة استولى شيخ الجبور محمد بن جفير على مدينة بهلا مستغلًا الصراع الذين كان يدور بين الإباضيين والنبهانيين وكانت المدينة مكان استقرار إمام الإباضية في عُمان بركات بن محمد، نال الشيخ محمد بن جفير الجبري تأييد الإباضية وإسنادهم إليه ثُمَّ توجَّه إلى مدينة نزوى مقر شيخ بني نبهان سُلطان بن محسن بن سُليمان لاحتلالها، احتل محمد الجبري المدينة ولكن لم يستمر نفوذه طويلًا فيها وذلك أن الشيخ سُليمان بن مظفر بن سلطان - شيخ بني نبهان الجديد - قد قَوِيَ نفوذه في المنطقة بمُساعدة الجبور في الأحساء ودخل كلٌّ من محمد بن جفير الجبري وسُليمان بن مظفر النبهاني في معركة سنة 985هـ/1577م أسفرت فيها مقتل شيخ الجبور محمد بن جفير واستعادة مدينة نزوى لبني نبهان، شهدت تلك الحقبة التي حكمها النبهانيُّون بظهور النزاعات القبلية وصراعٌ بين النبهانيين على المشيخة وفي ظل هذه الأوضاع تحرَّك شيخ الجبور محمد بن محمد بن جفير من السيب إلى صحار للاستيلاء على ميناءها سنة 1025هـ/1616م ونجح في احتلالها ولكن لم يستمر حُكمه طويلًا حيث أُخرج منها بالقوة من قبل أميرها السابق، وقبل قيام دولة اليعاربة في المنطقة تذكر المصادر العُمانية أن نفوذ الجبور يشمل هذه المناطق: سمد الشان وإبراء والغبي وتؤام ولوى ومقنيات والأفلاج، أدَّى انتشار الفوضى في الديار العُمانية إلى نهوض شخصية ناصر بن مرشد اليَعْرُبي مؤسس دولة اليعاربة وبدأ في صراعه مع الجبور وكانت الحرب بينهم سجال ولكن في النهاية استطاع الإمام ناصر اليعرُبي من الاستيلاء على كل حصون الجبور في الساحل العُماني، انقسم الجبور بعد مقتل شيخهم محمد بن محمد بن جفير إلى فئتين، أظهرت الفئة الأولى تبعيتها للإمام ناصر اليعربي بقيادة شيخهم ناصر بن ناصر بن قطن الجبري بينما استمرَّت الفئة الثانية في مقاومة حملات الإمام ناصر بقيادة شيخهم سيف بن محمد بن جفير، اتَّجه كلٌّ من الإمام ناصر اليعربي والشيخ ناصر الجبري إلى حصن لوى حيث كان يستقرٌّ الشيخ سيف الجبري وبعد حصارٍ استمرَّ لستة أشهر استسلم سيف الجبري وسلَّم الحصن لناصر اليعربي، وعيَّن ناصر اليعربي ناصر الجبري أميرًا على الحصن مكافأةً له على مساندته، ويبدو أن ناصر اليعربي أراد إنهاء وجود الجبور في عُمان لذلك انقلب على حليفه ناصر الجبري فهرب ناصر الجبري إلى الأحساء ومن هناك بدأ ناصر الجبري يشنُّ الغارات على الديار العُمانية وحاول الإمام ناصر اليعربي التصدِّي لهذه الغارات ولكنه فشل مما اضطر للإمام إلى عقد اتفاق مع ناصر الجبري على دفع مبالغ مالية سنوية له مُقابل وقف هذه الغارات، واضطربت أوضاع اليعاربة في عُمان فدخلوا في حربٍ أهليةٍ واستغل شيخ الجبور في أوال محمد بن ناصر الجبري هذه الحرب لصالحه فقد شارك فيها وانتصر على منافسيه بلعرب بن ناصر اليعربي فدانت البيعة لمحمد وبايعه أهل الحل والعقد إمامًا على عُمان تاريخ 7 مُحرَّم 1137هـ/26 سبتمبر (أيلول) 1724م واستمرَّت إمامته ثلاثة سنوات حتى قُتل تاريخ 10 شعبان 1140هـ/21 مارس (آذار) 1728م، وفي عهد آل بو سعيد ساعد الجبور الإمام أحمد بن سعيد البوسعيدي في تأسيس الدولة البوسعيدية على أنقاض دولة اليعاربة نتيجة معاناتها من الاضطرابات الداخلية والخارجية وبُويع أحمد بن سعيد إمامًا على عُمان سنة 1156هـ/1743م ولعب شيخ الجبور محمد بن ناصر دورًا كبيرًا في حماية مُلْك آل بو سعيد من الأطماع الداخلية والخارجية، ولكن تأثَّر محمد بن ناصر الجبري بالدعوة الوهَّابية في الدِّرعية وشارك في الحملات السعودية على عمان، ولكن نتيجة سقوط الدولة السعودية الأولى سنة 1233هـ/1818م واسترضاءه بالأموال والحصون من قبل إمام عُمان سعيد بن سلطان البوسعيدي فإنَّ محمد الجبري أعاد تبعيته للإمام العُماني، وبعد وفاة محمد اضمحل النفوذ السياسي للجبور في عُمان حتى أصبحوا كبقية القبائل العُمانية التي لا تأثير لها على الساحة السياسية.

#### في الدول الأخرى

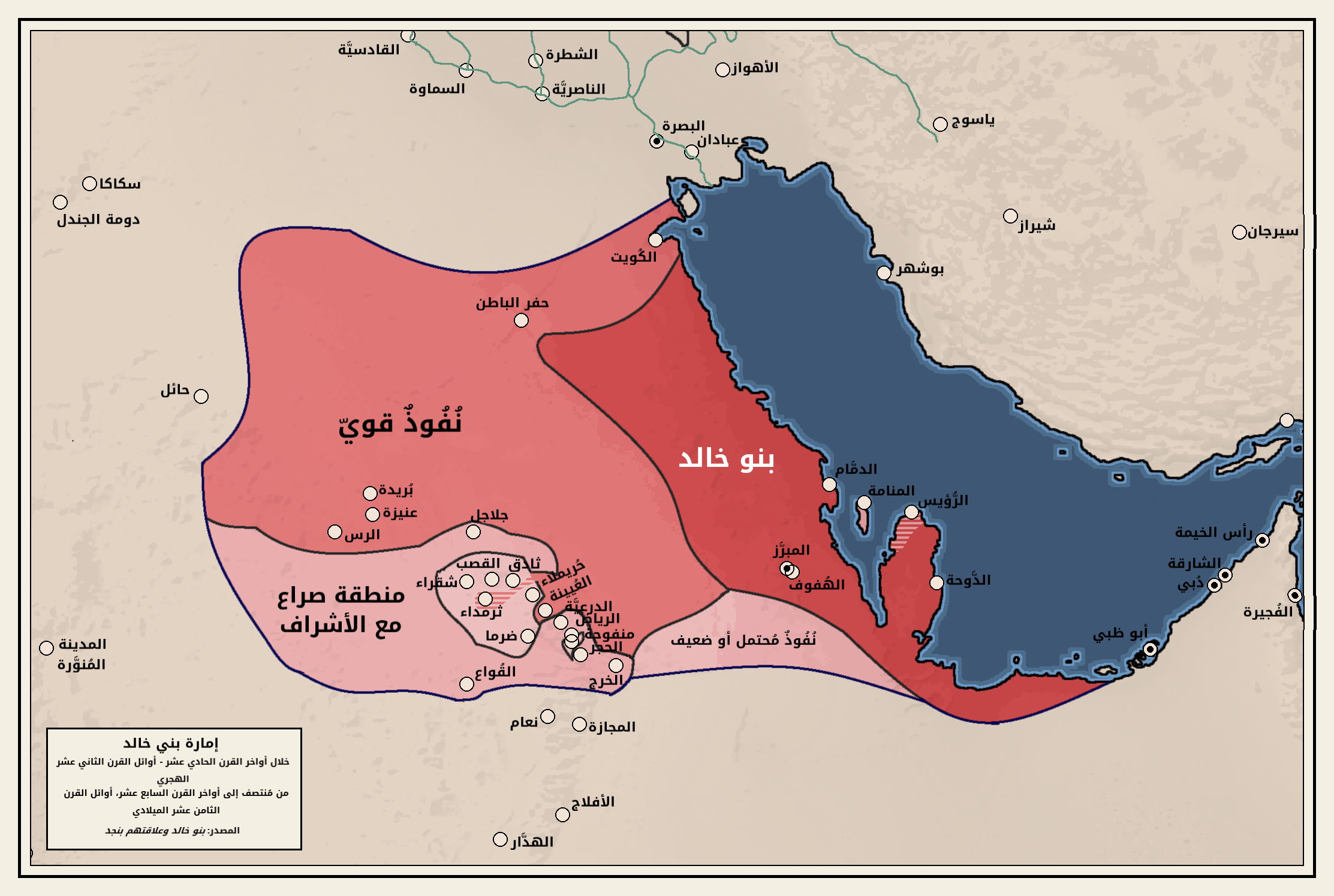
خريطة الإمارة الخالدية الأولى في أقصى اتساعٍ لها، ساعد الجبور آل حُميد في تأسيس هذه الإمارة.

لم تخلوا مُشاركة الجبور أيضًا في الإدارة المحلية للدول الأخرى فقد شارك الجبور في الأنظمة الإدارة للدول الآتية: الدولة العُثمانية والإمارة الخالدية الأولى والدولة السعودية الثانية، وفي الدولة العُثمانية أشارت إحدى الوثائق العُثمانية المُؤرَّخة في شعبان 987هـ/1578م إلى زعيم محليٍّ في منطقة البحرين يُدعى مهنا بن خالد ويُرجِّح الخالدي أن هذا الشخص أحد شيوخ الجبور وساهم مهنا في تخميد الثورات في الإقليم، وفي الإمارة الخالدية الأولى ساهم الجبور في تأسيس الإمارة بقيادة شيخهم مهنا الجبري وكان من مساعدين الأمير برَّاك بن غُرير آل حميد مؤسس الإمارة الخالدية وساعده في الاستيلاء على الأحساء سنة 1080هـ/1669م، ويبدو أن مهنا الجبري كان يطمح إلى المشاركة في الحُكم مع براك آل حميد وعندما رأى أن براك آل حميد جعل الحُكم مستقرًّا في أسرته فقط حاول التمرُّد عليه وعند وصول أخبار محاولته للتمرُّد عند الأمير برَّاك عاتبه الأخير بقصيدةٍ على أفعاله المُضادة له ويحثُّه على الإصلاح قائلًا:
وفي الدولة السعودية الثانية تولَّى ناصر بن جبر الجبري ولاية الأحساء للإمام عبد الله بن فيصل آل سعود ما بين (1282 – 1287هـ / 1865 – 1870م).

## التنظيم الإداري

### نظام الحُكم
أشار ابن خلدون إلى أهمية القبيلة في قيام الدولة قائلًا: «فطور الدَّولة من أوَّلها بداوة ثمَّ إذا حصل المُلك تبعه الرَّفه واتِّساع الأحوال»، وكان هذا النظام سائدًا في دول شبه الجزيرة العربية فتنشأ الدولة بالقبيلة، ثُمَّ تتحول القبيلة إلى أسرة حاكمة، ثُمَّ تبدأ الأسرة بتوسيع نفوذ دولتها على حساب القبائل المُجاورة وتزيد أو تضعف قوة الأسرة حسب شخصية الحاكم، يبدو أن الجبور تأثَّروا بطبيعة الحُكم آنذاك وخصوصًا أنها طُبِّقت على دولتهم، فإنَّ زامل بن حُسين كان شيخ قبيلة بني عامر وبعد استيلاءه على الأحساء سنة 820هـ/1417م تحوَّل الجبور من حلفٍ قبلي إلى أسرةٍ حاكمةٍ بعد خضوع سكان الأحساء لهم من الحاضرة والبادية ومن ثُمَّ توسَّعوا على حساب القبائل المُجاورة وكان نفوذ الجبور في عهد سيف بن زامل يضمُّ الأحساء والقطيف ونجد وقطر، وفي عهد أجود بن زامل توسعت رقعة الدولة الجبرية حتى وصلت إلى أقصى اتساع لها في عهده وتحوَّلت إلى سلطنة ويدلُّ على استقلاليتها وعدم تبعيتها لأحد، وقد اهتم أجود بتعيين كبار موظفي الدولة على تنظيم إدارة الحُكم وقاده للتفكير بهذا إلى اتساع الدولة والتي احتاجت إلى تنظيمٍ مُستقر.
أخذت الدولة الجبرية طابعًا وراثيًّا في تداول الحُكم بين الجبور وعُرف هذا الطبع بتقديم الحُكم إلى الابن الأكبر للحاكم، ولكن على ما يبدو أن الجبور لم يلتزموا بهذا النظام وإنما كان متولي الحُكم يتمتع بمؤهلات سياسية وعسكرية تمكِّنه من الحُكم، ويظهر ذلك من تولي أجود بن زامل حُكم الدولة بعد وفاة أخيه سيف وفي هذه الحالة انتقل الحُكم من أخ إلى أخيه عوضًا عن الأب إلى الابن كما هو الحال عند وفاة زامل بن حسين وتولي ابنه سيف الحُكم، وأحيانًا يظهر التنافُّس على الحُكم عند الجبور وقد تصل إلى استقرار الحُكم عند ذرية أحد شيوخ الجبور، وفي التنافس على الحُكم يظهر ذلك في تنافس كلٌّ من صالح بن سيف ومقرن بن زامل على الحُكم وعند تولي صالح حُكم الدولة استقرَّ الحُكم عند ذرية سيف بن زامل، لم تلبث طويلًا حتى عاد الحُكم لذرية أجود بن زامل بعد تولي مقرن الحُكم، وخرج الحُكم عن ذرية أجود بن زامل مرة أخرى بعد تولي قطن بن علي الحُكم وانتقل الحُكم إلى ذرية هلال بن زامل واستمرت ذريته في الحُكم حتى سقوطها.

### التقسيمات الجُغرافية

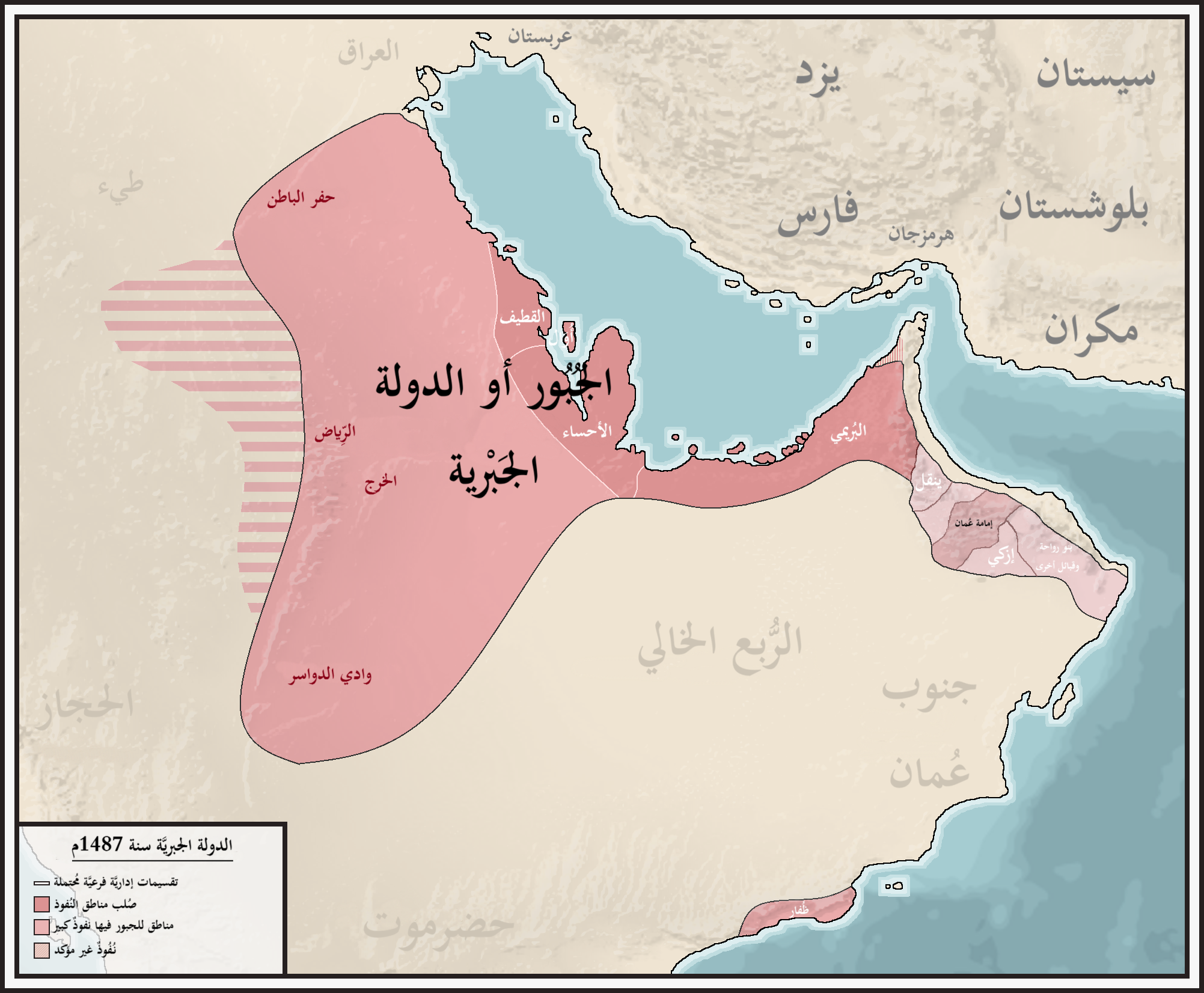
خريطة تُظهر نفوذ الجبور سنة 1487م وتقسيماتهم الجُغرافية.

مع توسُّع نفوذ الجبور رأى أجود بن زامل ضرورة تنظيم وتقسيم الدولة إلى ثلاثة أقاليم حتى يسهُل التحكُّم بها، وحرص أجود على تولية أبناءه لهذه التقسيمات فولَّى ابنه سيف على إقليم عُمان الذي كان يضمُّ عُمان الداخلية وظُفار وشرق حضرموت وما يُعرف اليوم بالإمارات، وولَّى ابنه علي على إقليم القطيف والذي كان يضمُّ مدينة القطيف وجزيرة أوال، وأخيرًا كان إقليمي الأحساء ونجد تحت إدارة السُّلطان أجود وكان يُشرف عليها إلى جانبه ابنه مُحمَّد وجعل الأحساء عاصمة البلاد ومكان استقراره وجعل نجد ضمن نفوذه لسلامة طرق الحج وضمان الأمن، وَرَث السلاطين اللاحقين لأجود بن زامل هذه التقسيمات الجُغرافية وقد أُجريت بعض التغيُّرات في المسؤولين على هذه الأقاليم، ففي عهد مقرن بن زامل كان إقليمي الأحساء ونجد تحت حُكم السُّلطان وولاية إقليم عُمان كانت لحُسين بن سيف بن أجود وولاية إقليم القطيف كانت لحُميد، يبدو أن التقسيمات الجُغرافية للدولة في عهد ناصر بن محمد تعرَّضت لتغيُّرات كبيرة وفي عهده كانت الدولة مُقسَّمة إلى إقليمين فقط وشكَّلت كلٌّ من القطيف والأحساء ونجد إقليمٍ واحدًا تابعًا للسُّلطان والإقليم الثاني يضمُّ ما بقي من الدولة الجبرية مثل ظُفار وأوال وعُمان.

### الجيش

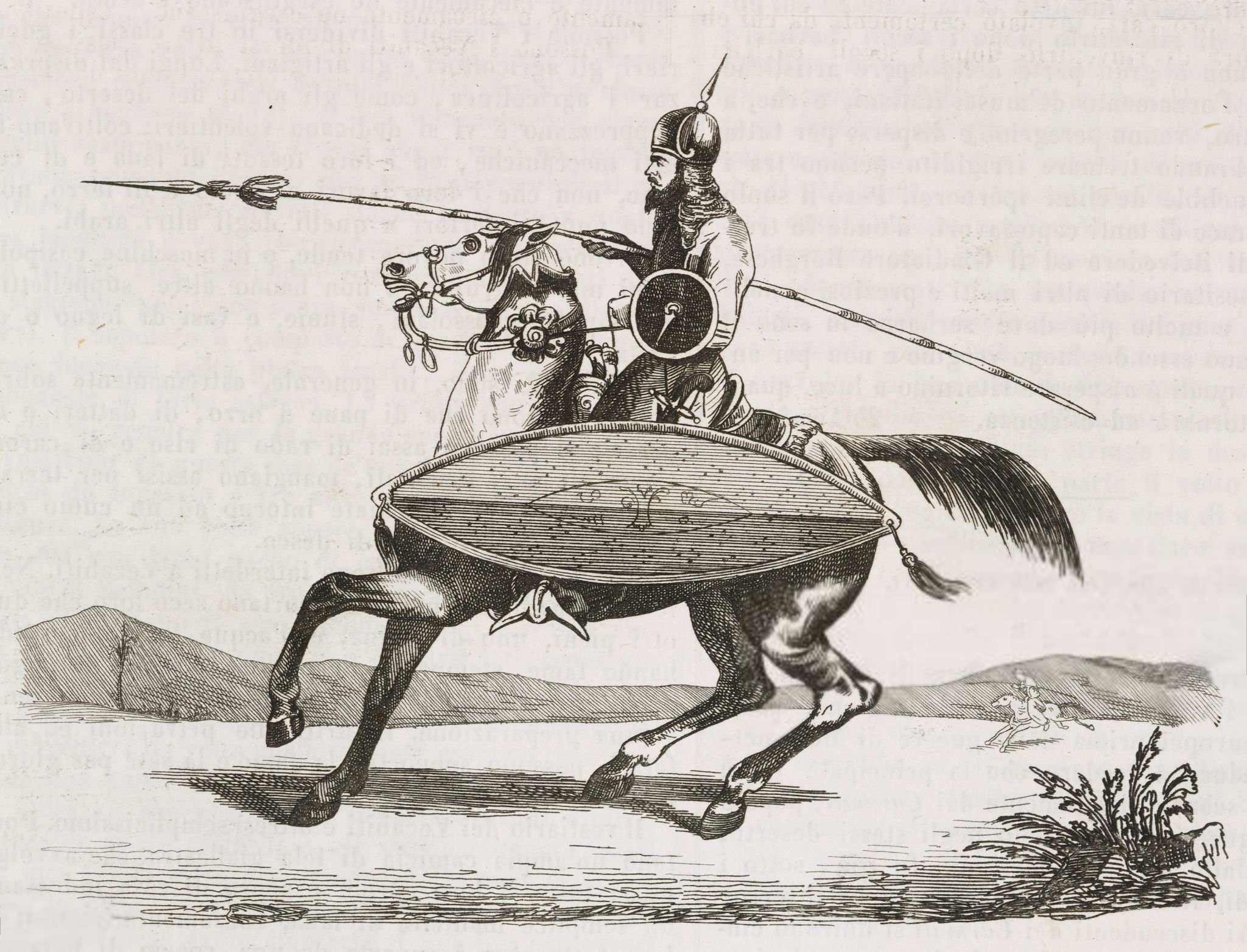
يُعدُّ الفارس أحد أهم العناصر العسكرية في الجيش الجبري ويُشكِّلُ نسبةً كبيرةً من الجيش.

يتألف الجيش الجبري من العنصر العربي المتأقلم مع بيئة المنطقة الصحراوية ويعتبر السُّلطان الجبري القائد الأعلى للجيش وكثيرًا ما يقود الجيش في المعارك لهذا يتَّصف سلاطين الجبور عامةً بالشجاعة والإقدام على الحرب، ينقسم العنصر العربي إلى فئتي البدو والحضر وفي فترة التأسيس كان الجيش الجبري مكوَّن من القوات البرية فقط فلم يذكر أن الجبور في عهد زامل بن حسين وابنه سيف قد خاضوا نشاطًا عسكريًا في البحر، تنقسم القوات البرية إلى ثلاث أقسام وهم: الهجانة والفُرسان والمُشاة، والهجانة قوة تستعمل الإبل لنقل تجهيزات الجيش من الأسلحة والطعام، والفُرسان قوة تستعمل الخُيُول العربيَّة في القتال ويكثُر استعمالها لما لها من تأثيرٍ في حسم نتيجة المعركة وتُشكِّل قوة الفُرسان حوالي 20% من الجيش الجبري، وتُشكِّل قوة المُشاة حوالي 80% من الجيش، خاض الجبور أوَّل حملةً عسكريةً بحريةً لهم في عهد أجود بن زامل لاحتلال جزيرة هُرمُز مستخدمين بذلك السُّفُن الشِّراعيَّة المُخصَّصة لنقل القوات، لم تحظى القوة البحرية في الدولة الجبرية باهتمام كبير إلَّا في عهد مقرن بن زامل نتيجة التطورات السياسية مع البُرتُغاليين في الخليج العربي فقد استعان مقرن ببعض الحرفيين من العرب والتُّرك والفُرس من الحجاز لبناء الأسطول، لكن الأسطول لم يكتمل بسبب سقوط أوال سنة 927هـ/1521م وحرق البُرتُغاليُّون جميع السُّفُن الحربية في الجزيرة.
عُرفت منطقة البحرين بتصديرها للأسلحة من السُّيُوف والرِّماح والدُّروع وتُعدُّ مدينة القطيف من أهم المراكز الإنتاجية للمُعدَّات الحربية ويبدو أن الجبور وسابقيهم من العُصفُوريين والعيونيين ورثوا هذه الأسلحة من أهل المنطقة، وتُضيف المصادر البُرتُغالية إلى جانب هذه الأسلحة بعض الأسلحة الأُخرى مثل الخناجر والنِّشابة وفي الحماية تُضيف الترس والخوذة على تسليح الجيش الجبري، ولم يقتصر الجبور في الاعتماد على صادراتهم في تسليح الجيش فإنَّهم كانوا يستوردون الرِّماح والسُّيُوف والخناجر من الهند وعُرفت سيوفهم فيما بعد بالمهند، ويستوردون السُّيُوف أيضًا من اليمن وعُرفت فيما بعد باليماني، ويستوردون النِّشابة من بلاد فارس، في عهد مقرن بن زامل دخلت الأسلحة النارية إلى الدولة الجبرية بمُساعدة الأتراك العُثمانيين الذين أرسلوا عشرين تركيًّا من رُماة البنادق والمسؤولين عليها وساعدوا الجيش الجبري في تدريبهم على الأسلحة النارية واستُخدمت في دفاعهم عن أوال من البُرتُغاليين سنة 927هـ/1521م.

## المظاهر الحضاريَّة

### الدِّين

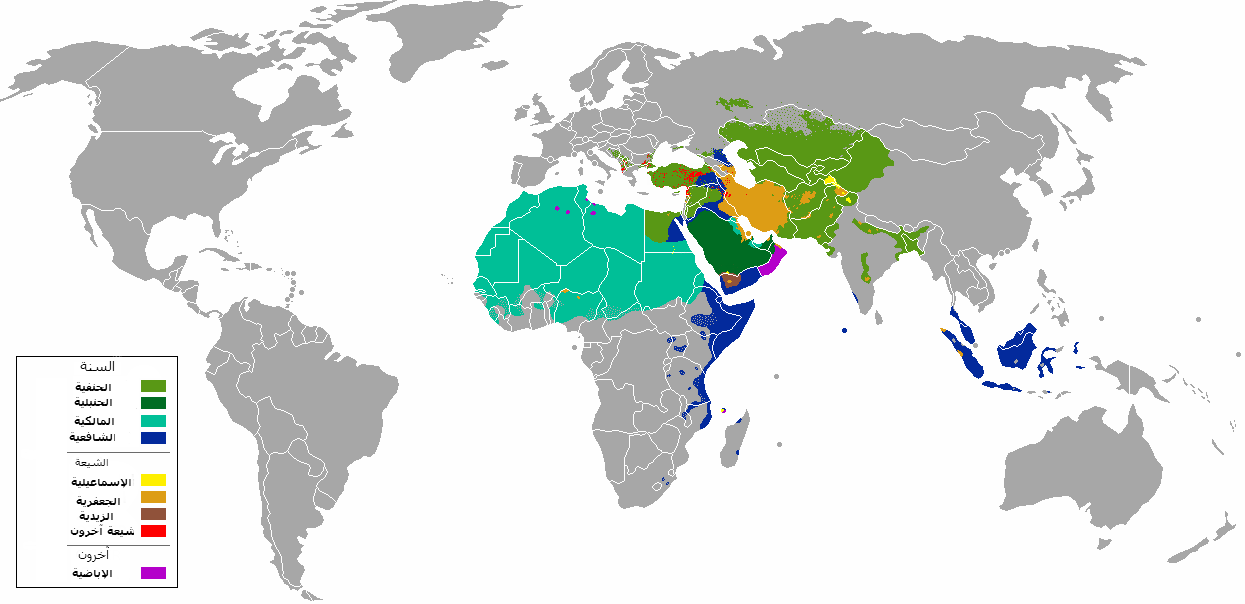
خريطة تُظهر امتداد المذاهب الفقهية الإسلامية على الحدود المُعاصرة، يتشابه امتداد المذاهب الحالي إلى حدٍّ كبير للتركيبة الدينية لسُكان الدولة الجبرية.

اهتم سلاطين الجبور بالناحية الدينية للدولة وذلك بعد إهمال الدول السابقة للجبور من القرامطة والعصفوريين والجروانيين، وكان سلاطين الجبور لهم إلمامٌ بالثقافة الدينية وخصوصًا الفقهية فيقول المُؤرِّخ السخاوي في أجود بن زامل: «وله إلمام ببعض فروع المالكية واعتناء بتحصيل كتبهم»، وقال المُؤرِّخ السمهودي في أجود بن زامل: «رئيس أهل نجد ورأسُها، سلطان البحرين والقطيف…وحسن العقيدة أبو الجود أجود بن جبر»، وقال المُؤرِّخ الجزيري في أجود بن زامل: «أجود ابن زامل…المالكي المذهب»، وقال المُؤرِّخ ابن العماد الحنبلي في صالح بن سيف: «وكان مالكي المذهب، فقيها»، وقال المُؤرِّخ ابن إياس في مقرن بن زامل: «وكان مالكيُّ المذهب»، وتوضح هذه النُّصُوص اعتناق سلاطين الجبور للمذهب المالكي، يبدو أن أجود بن زامل أراد أن يفيد دولته من رحلة الحج فقد جلب عددًا من الفُقهاء المغاربة المالكية إلى دولته لنشر العِلم، وترجم السخاوي ثلاثة من هؤلاء الفُقهاء وهم: خليفة بن عبد الرحمٰن المَتنَّاني، وعبد الله بن فارس البرنوسي التازي، وحسن بن عمر بن الزين عبد العزيز.
أشار ابن بشر في كتابه عنوان المجد في تاريخ نجد إلى مجموعةٍ من فُقهاء بلاد البحرين من مختلف المذاهب في عهد أجود بن زامل وأشار إلى: «القاضي علي بن زيد قاضي أجود بن زامل صاحب الأحساء، والقاضي عبد القادر بن بريد المشرفي، والقاضي منصور بن مصبح الباهلي وعبد الرحمن بن مصبح الباهلي، والقاضي أحمد بن فيروز ابن بسام، وسلطان بن ريس بن مغامس. وكل هؤلاء في زمن أجود بن زامل العامري العقيلي ملك الأحساء ونواحيه»، فلم يقتصر نشاط سلاطين الجبور في نشر مذهبهم المالكي فقط وساهموا أيضًا في نشر مذهبي الشافعية والحنابلة، وفي المذهب الشافعي فقد ساهموا في جلب الأسر العلمية من المذهب وعيَّنوا منهم قُضاةً للبلاد مثل أسرة آل عبد القادر الأنصاري التي اشتُهرت بالعلم والأدب، وأيضًا في تعيينهم أسرة الجعفري(6) الشافعية إمامة وأوقاف مسجد الجبري، وفي المذهب الحنبلي ساهموا في تعيين أحمد بن فيروز الحنبلي قاضيًا عند أجود بن زامل.
تشكَّلت في منطقة البحرين خلال الحقبة الجبرية عددًا من المراكز العلمية الدينية في المُدُن وتشكَّلت في المُدُن الآتية: الهُفُوف والمبرَّز والتَّيميَّة وجُبَيْلة والقارة والتويثير، وبرزت الأسر العلمية فيها لتتحول الأحساء في عهد الجبور إلى مركزٍ ديني وثقافي في المنطقة، ويُرجِّحُ الباحث صالح المسلط أن كثيرًا من عُلماء الدين من أهل السنة والجماعة في البحرين ساهموا في نشر التَّصوُّف كما هو الحال في المناطق الإسلامية الأُخرى المُتأثرة بالمذهب الصُّوفي، وتأسست الطريقة الكوازية عن طريق الأحساء من الشيخ أحمد بن موسى المنباوي المغربي وهو أحد كبار شيوخ الطريقة الشاذلية الصوفية وقد عاش في الأحساء خلال أواخر الحقبة الجبرية، لم تخلوا مُساهمات الجبور في نشر التسنُّن في المنطقة فقد كان للشيعة حرية نشر أفكارهم وخصوصًا الإمامية الاثنا عشرية منهم، ومن الشيعة ظهر الشيخ ابن أبي جمهور الأحسائي المولود في مدينة التَّيميَّة خلال الحقبة الجبرية ويُعدُّ من كبار علماء الإمامية ومن مشاهير الطائفة الشيعية، ويبدو أن التَّسامح الديني بين مُختلف طوائف ومذاهب السنة والشيعة ساهمت في خلق حياةٍ ثقافيةٍ متوازنة فكريًّا لتُصبح فيما بعد مظهرًا من مظاهر الحضارة الدينية خلال الحقبة الجبرية.

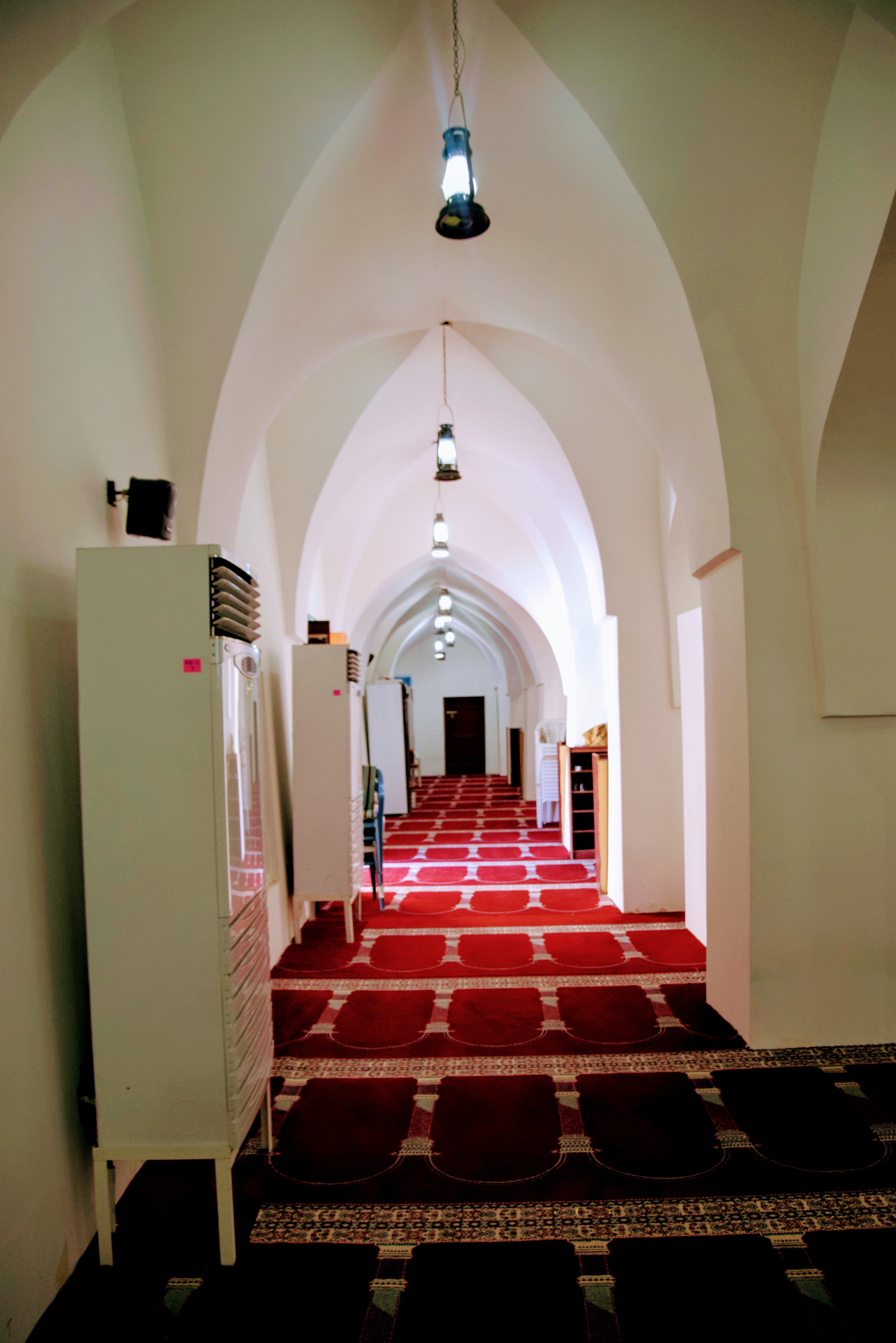
مسجد الجبري، أحد المعالم الدينية الذي بُنيَ خلال الحقبة الجبرية.

ترك الجبور عددًا من أماكن العبادة مثل المساجد ولكثرة غزوات القوات الخارجية للمنطقة من البُرتُغاليين والهُرمُزيين والعُثمانيين والمنتفق عادةً ما يلجأ هؤلاء إلى هدم المباني لذلك لم يبقى إلا القليل من المساجد خلال الحقبة الجبرية، ويعدُّ جامع الجبري أهم ما تبقى من المساجد خلال الحقبة الجبرية وبُني سنة 880هـ/1475م وبناه الشيخ سيف بن حُسين بن أحمد الجبري في عهد أجود بن زامل في مدينة الهُفُوف وأوقف سيف بن حُسين الجبري جميع وظائف هذا الجامع من إمامة وخُطبة إلى الشيخ نصر الله بن عبد الله الجعفري الشافعي ولذريته من بعده سنة 901هـ/1495م، ويُشار أيضًا إلى وجود جامعٍ في مدينة المُبرَّز يحمل نفس اسم الجامع الجبري في الهفوف، وأشار الخالدي في زيارته للمسجد تاريخ 3 رجب 1430هـ/26 يونيو (حُزيران) 2009م أن المسجد أصبح مهجورًا بعد نُزُوح سكان الحي إلى الأحياء الجديدة.
حرص سلاطين الجبور على تأمين طُرق الحج في مناطق نفوذهم وهم طرق حُجَّاج الأحساء والبصرة والكوفة إلى الحرمين المكِّي والنَّبوي وحرصوا على قيادة قوافل الحج لتأمينها واستقطاب عددٍ كبيرٍ من المُسلمين إليهم، وحجَّ أجود بن زامل مرتين فيذكر المكي في حوادث سنة 876هـ/1472م قائلًا: «وحج ابن جبر في خلق كثير جدًا»، وهذه السنة داخلة في فترة حُكم أجود بن زامل؛ ويذكر عبد العزيز بن فهد المكي في حوادث سنة 893هـ/1498م أن أجود بن زامل حج في نحو خمسة عشر ألفًا، كذلك حجَّ ابنه مُحمَّد بن أجود في سنة 912هـ/1507م فيقول ابن فرج: «وصل إلى مكة…محمد بن أجود بن جبر في طائفة من عسكره، وكانت عدتهم خمسين ألفا…وطافوا بالبيت وتحللوا من الإحرام»، وحجَّ مقرن بن زامل في سنة 927هـ/1521م فيذكر ابن إياس في حوادث سنة 928هـ/1522م قائلًا: «الأمير مُقرَن أمير عربان بني جَبْر…أتى إلى مكة وحجَّ في العام الماضي»، وحجَّ صالح بن سيف في سنة 930هـ/1524م فيذكر ابن العماد الحنبلي قائلًا عن صالح بن سيف: «ثم حجَّ وعاد إلى بلاده»، بسبب حرص سلاطين الجبور على قوافل الحج أصبحت قافلة الحاج الجبري من أكبر القوافل الواصلة إلى الحرمين.

### العُلُوم والآداب
اقتصرت الحركة العلمية في الدولة الجبرية على الأُدباء والشُّعراء وذلك يرجع لطبيعة المنطقة الفكرية وعُرفت منطقة البحرين غناءها بالشُّعراء، ولاقى الشُّعراء من سلاطين الجبور تشجيعًا وعنايةً فكثُر عليهم الوافدون من شُعراء نجد والبحرين، وكان لشعر هؤلاء إثراءٌ في تاريخ الدولة الجبرية وتُعدُّ مصادر مهمَّة للحقبة الجبرية وأشارت إلى حوادث لم تُذكر في المصادر التاريخية، وقد حفظ شُعراء نجد الكثير من الأشعار التي تعود إلى الحقبة الجبرية والذي كان طابعها نبطيًّا، وبرز من شُعراء الحقبة الجبرية: ابن زيد، وابن غنَّام، وعامر السَّمين، وجُعيثن اليزيدي، وحسين بن علي بن سبيع الأحسائي، ومحمد بن أحمد السبعي، وعلي بن حسني السبعي، وناصر بن إبراهيم البويهي، وفرج بن محمد الأحسائي، ومغامس بن داغر الأحسائي.

### الاقتصاد

صورة مُلتقطة من أعلى جبل القارة في سنة 2023 لواحة الأحساء، تُعدُّ الثروات الزِّراعية في واحات إقليم البحرين من أهم صادرات الدولة الجبرية.

اعتمد سلاطين الجبور على معبرين في تجارتهم وهما: البري والبحري، فأمَّا البري كان مُقتصرًا على قوافل الحج وطُرق التجارة في شبه الجزيرة العربية التي تربطها بالمناطق المُجاورة مثل العراق والشَّام، ولم تلقى هذه الطرق البرية اهتمامًا كبيرًا من سلاطين الجبور كما لقت الطرق البحرية وعُرفت الحقبة الجبرية بتجارتها المُتزايدة مع بلاد الشرق مثل الهند والصين وشرق إفريقيا عبر البحر، وقد يرجع تركيز سلاطين الجبور في التجارة البحرية عوضًا عن البرية إلى انتشار الفوضى والاضطرابات خلال فترة صراع دول المشرق الإسلامي فيما بينها على الحُكم والنُّفُوذ، وكانت هذه الصراعات بين كل من: الدولة التيمورية ودولتي الأغنام البيضاء والسوداء والدولة العثمانية والدولة المملوكية، أثَّرت النزاعات السياسية بين القوات المذكورة على حركة التجارة في المنطقة سلبًا ما جعل التُّجَّار يلجأون إلى أماكن أكثر استقرارًا والتجأ كثيرٌ منهم إلى التجارة في البحر الأحمر والمحيط الهندي التي كانت بعيدةً عن الأحداث السياسية في المشرق، ولَقَى هؤلاء التجَّار دعمًا من سلاطين الجبور ما جعل حركة التجارة في مناطق نفوذهم تنتعش وتتحول إلى تجارةٍ بحريةٍ.
كانت الدولة الجبرية تحمل عددًا من الثروات الزِّراعية والحيوانيَّة التي كان يعتمد عليها سلاطين الجُبُور في تجارتهم، وكانت الواحات مكان تواجد الثروات المذكورة لكثرة العُيُون فيها وللدولة الجبرية ستة واحات وهن: الأحساء والقطيف وأوال والبُريمي، وقطر وعُمان، في الثورة الزراعية تُصدِّر واحات الدولة التُّمُور والفواكه والخَضْرَاوَات والأرز والقطن والحنَّاء، ويصف الرحَّالة الحميري بلاد البحرين في كتابه الروض المعطار في خبر الأقطار في عهد أجود بن زامل قائلًا: «هي بلاد سهلة كثيرة الأنهار والعيون عذبة الماء…وهي كثيرة النخل والفواكه»، وأغلب هذه المُنتجات الزراعية تُستهلك في التجارة وكانت التُّمُور أكثرها تصديرًا وتجارةً مع باقي بقاع شبه الجزيرة العربية وتصدر أيضًا اللبان في ميناء ظُفار التابع للدولة وتُصدَّر هذه المُنتجات إلى نجد والحجاز وبلاد فارس وشرق إفريقيا والهند، وفي الثروة الحيوانية تُصدِّر الدولة الجبرية الإبل والخُيُول العربيَّة والأغنام والبقر، ولطبيعة المنطقة الصحراوية فإنَّ الإبل كانت تُربى بأعداد كبيرة في شبه الجزيرة العربية وتُصدَّر هذه الإبل إلى بلاد الشام ومصر وآسيا الصغرى، وكانت الخُيُول العربية تُربى قُرب الواحات في الأحساء والقطيف والبُريمي وتُصدَّر الخيول إلى الهند بحرًا لكثرة الطلب عليها هُناك وتُشير المصادر البُرتُغالية أن خيول الجبور الواصلة إلى الهند لا تقل عن ألف حصان، وعُرفت كل منطقة بتصديرها لمُنتج مُعين فالقطيف تشتهر بتصديرها الرِّماح والأحساء بالتُّمُور والمُدُن العُمانية على السَّاحل تشتهر بتصديرها السُّفُن، وقطر بالمنسوجات، وأوال باللُّؤلؤ.
تُعدُّ كلٌّ من الهند ومصر وشرق إفريقيا أهم مواقع استيراد البضائع عند سلاطين الجُبُور واستورد الجُبُور من الهند عود الطيب وخشب الساج والتوابل والعُطُور والعقاقير والكبريت والحديد الخام والذهب والفضة والأرز، واستورد الجبور من الإفريقيين الذهب والحديد والعاج وجلد النمر والرَّقيق وظُهُور السلاحف والتي كانت تُنقل إليهم عبر السُّفُن العُمانية، ومن مصر يستوردون السُّكر والأقمشة القُطنيَّة، ويُرجِّحُ الهاجري وجود علاقات اقتصادية بين الجُبُور ومنطقة الصين في عهد أجود بن زامل لطبيعة العلاقات التاريخية الاقتصادية بين المنطقتين، بعد وصول هذه البضائع إلى موانئ الدولة الجبرية تُعرض على المُجتمع في الأسواق فيأخذ الناس حاجتهم ثُمَّ يأخذ سلاطين الجبور ما تبقى من هذه البضائع لعرضها على الأسواق الخارجية في العراق والشام والحجاز ومصر.

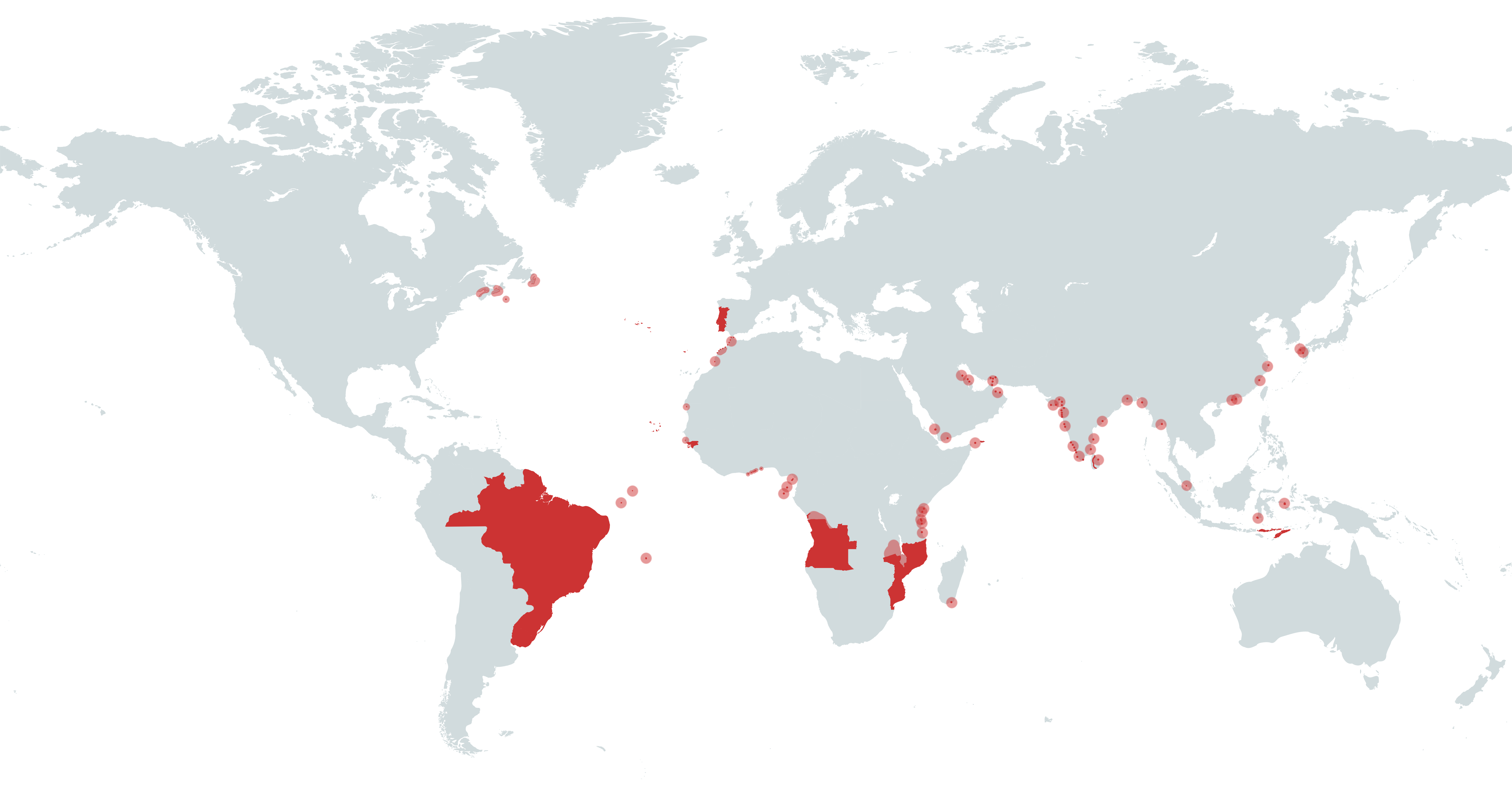
خريطة تُظهر جميع الأراضي التي وقعت تحت نفوذ الإمبراطورية البُرتُغاليَّة.

أثَّر البُرتُغاليُّون في حركة التِّجارة بين العرب والهُنُود سلبًا بعد احتلالهم لمملكة هُرمُز سنة 912هـ/1507م التي كانت تتحكم بمضيق هرمز وهو مدخل الخليج العربي وتجارته البحرية مع العالم الخارجي، ونتيجة لسياسة البُرتُغاليين التي كانت تضغط بالدول الإسلامية المُطلة على المحيط الهندي - من ضمنها الدولة الجبرية - عبر القرصنة والابتزاز فقد أثَّرت هذه السياسة البُرتُغاليَّة سلبًا في الأنظمة الاقتصادية للدول الإسلامية ما جعلت هذه الدول تبحث عن طُرقٍ لكسر الحصار البُرتُغالي، ولجأ سلاطين الجبور إلى طُرقٍ مُختلفة لكسر الحصار فمنهم من لجأ إلى المُقاومة والقتال مثل محمد بن أجود ومقرن بن زامل ومنهم من لجأ إلى المُهادنة مثل صالح بن سيف، ويبدو أن الجبور قد لجأوا أيضًا إلى التجارة عبر ميناء ظُفار الذي كان بعيدًا عن القرصنة البُرتُغالية في الخليج العربي والبحر الأحمر، ولكن لم يكن ميناء ظُفار كافيًا لتصدير المُنتجات المطلوبة وتعبئة خزينة الدولة وزادت الأمور سوءًا بعد سُقُوط أوال والقطيف سنة 927هـ/1521م، وبسقوط المنطقتين خسر الجبور أهم الموارد الاقتصادية لديهم من اللُّؤلؤ والرِّماح والواحات الزِّراعيَّة فعجَّلت بذلك سُقُوط الدولة الجبريَّة التي لم تستمر لأكثر من خمس سنوات بعد فقدانهما؛ أيضًا لم تشر المصادر أن الجبور قاموا بسك عملة خاصة بهم وأشار ابن إياس إلى فئة وكمية النقود التي تصدَّق بها مقرن بن زامل في الحج قائلًا: «قيل إنه لما دخل مكة والمدينة تصدَّق على أهل مكة والمدينة بنحو خمسين ألف دينار»، ويُرجِّح الخالدي أن الجبور كانوا يتداولون العملات الرائجة في التجارة العالمية وكانت العملات الرائجة آنذاك هي: الدينار الأشرفي والدوكات والأقجة العثمانية.

### العُمران

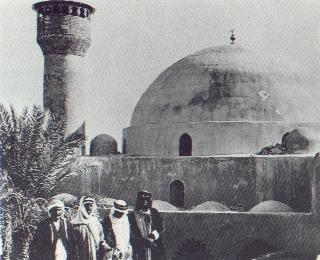
صورة قديمة لقصر إبراهيم في الهُفُوف، يرجع بناء القصر للحقبة الجبريَّة.

شهدت منطقة البحرين نهضةً عُمرانيَّة خلال الحقبة الجبرية فيذكر ابن ماجد عن حال البلاد وتوسُّعها العُمراني في عهد أجود بن زامل قائلًا: «وفيها ثلاث مائة وستون قرية»، ورُغم اهتمام سلاطين الجبور في الجانب العُمراني إلا أنَّهُ لم يبقى من آثارها حاليًا إلا القليل ولعلَّى يرجع ذلك إلى المواد المُستعملة في البناء ومن ضمنها الطين الذي لا يصمد أمام التعرية المناخية، وركَّز الجبور في بناء أماكن السكن مثل القُصُور وبناء أماكن الدفاع مثل القلاع والحصون والأسوار وتُشيَّد هذه المباني بالمواد المتوفرة في المنطقة مثل الطين والحجارة والكلس وجذع النخيل، وبقي جزءٌ من هذه الآثار في مُختلف مناطق شبه الجزيرة العربية مثل البحرين وعُمان.
وفي منطقة البحرين تضمُّ كلٌّ من الأحساء وأوال مواقع أثرية من القُصُور والقلاع، وفي الأحساء شُيِّد قصر الهُفُوف خلال الحقبة الجبرية ولا يُعرف تحديدًا في أي عهد من سلاطين الدولة بُني ولكن يُرجِّح الخالدي أنه شُيِّد في عهد أجود بن زامل، وفي المنيزلة قُرب الأحساء أشار محمد آل عبد القادر إلى أحد قصورها الذي يُنسب لأجود بن زامل قائلًا: «ومن آثاره رسوم قصر بالقرب من قرية المنيزلة، يسمى قصر أجود بن زامل»، وفي أوال تذكر المصادر البُرتُغالية وجود قصور في الجزيرة لمقرن بن زامل وأقام بها أنطونيو كوريا مُدَّةً بعد استيلاءه على الجزيرة، وكان للجزيرة قلعتي البُرتُغال وعَراد التي يُرجَّح أن الجبور ساهموا بترميمهما، وفي عُمان أشارت المصادر العُمانية إلى قيام الجبور ببناء أو امتلاك العديد من الحُصُون ومنها: سمد الشان وإبراء والغبي وبات وينقل والبُريمي ولوى ومقنيات والأفلاج ومنح.

### المُجتمع

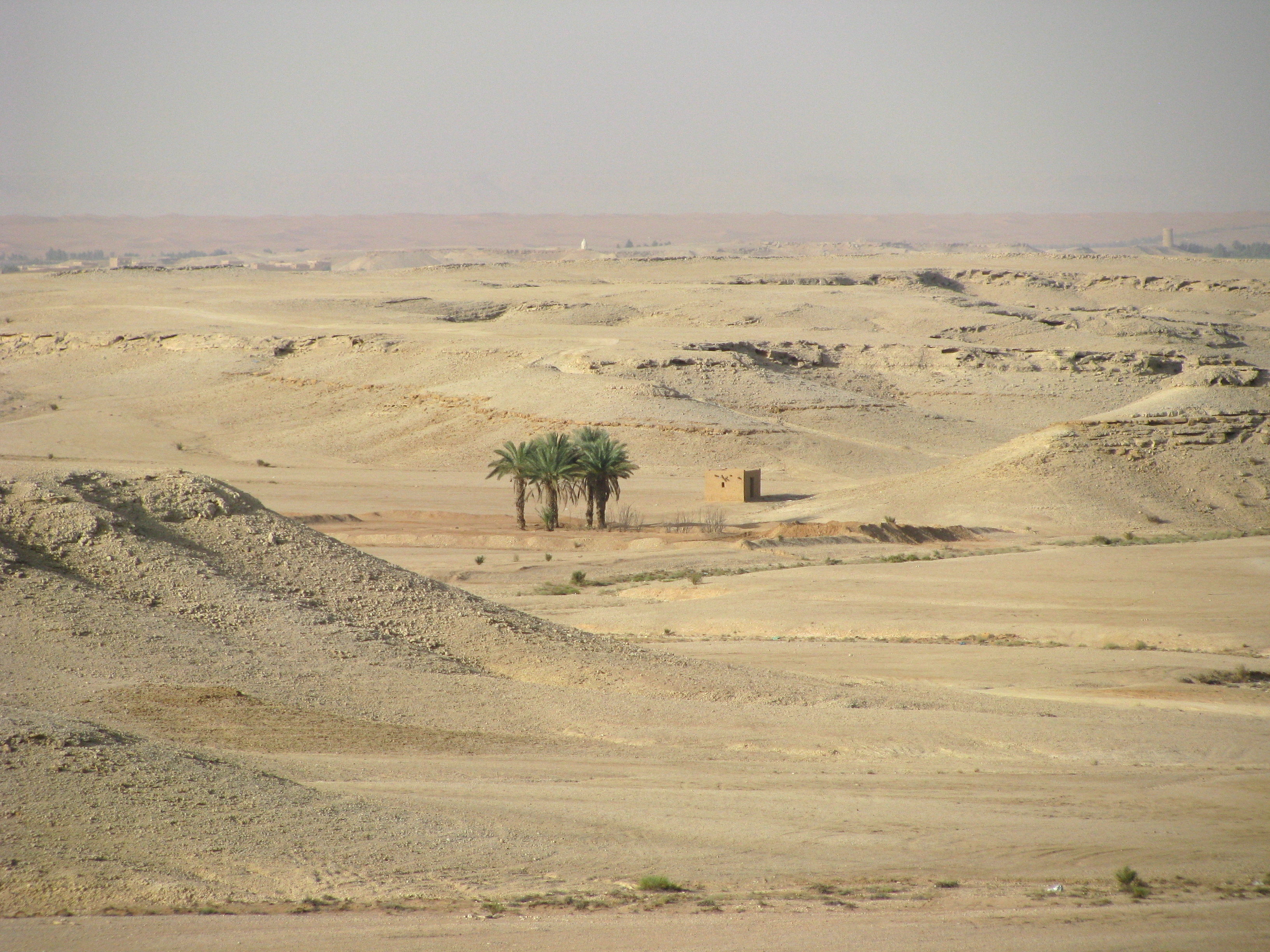
صورة لأحد بوادي السعودية، ارتبط الجبور مع البادية في بداية عهدهم.

عُرف الجبور في عصر تأسيسهم بارتباطهم الوثيق مع البادية فإنَّ المصادر الهُرمُزيَّة كانت تُطلق على الجبور تسمية البدو نسبةً للبادية، واتصف البدو بالأعراف والتقاليد القبلية السائدة في أيامهم مثل: الشجاعة والفروسية والكرم والمروءة، وذكرت المصادر والأشعار التي قيلت في سلاطين الجبور بعضًا من الصفات المذكورة ففي الشجاعة قال ابن العماد الحنبلي في صالح بن سيف: «…تشهد لصالح بالشجاعة التي لا توصف»، وقالت المصادر البُرتُغاليَّة في مقرن بن زامل خلال معركة أوال: «يضع نفسه في مقدمة الصفوف بكل جرأة»، وفي الفروسية كانت من أولويات ما يربُّون عليها البدو أبناءهم وقال السخاوي في أجود بن زامل: «ذَا أَتبَاع يزِيدُونَ على الْوَصْف مَعَ فروسية»، وفي الكرم قال السمهودي في أجود بن زامل: «أبو الجود أجود ابن جبر»؛ ويُرجِّحُ الخالدي أن تسمية أبو الجود نسبةً لإنفاقه على أهل الحرمين، وقال ابن إياس في مقرن بن زامل: «قيل إنه لما دخل إلى مكة والمدينة تصدَّق على أهل مكة والمدينة بنحو خمسين ألف دينار».
وفي عهد أجود بن زامل بدأ الجبور يميلون للتحضُّر فسكنوا القصور في المُدُن وملكوا البساتين، ولكنهم لم يقطعوا صلتهم بالبادية فإذا دخل فصل الشتاء وهطلت الأمطار في بوادي الصمان والدهناء خرجوا إليها مُستقرِّين فيها حتى دخول فصل الصيف فيعودون إلى الأحساء، ويصف ذلك ابن زيد في مدح أجود بن زامل قائلًا:
وأثناء تواجدهم في الصحراء في فصلي الشتاء والربيع كان لهم اهتمامٌ في الصيد والقنص فيقومون بتدريب بعض الحيوانات على الصيد مثل: الفهود على صيد الغزلان، والكلاب السَّلوقية على صيد الأرانب، وكانوا يشترون الصُّقُور بأغلى الأثمان ويدربونها على صيد الحباري والبط ويصيدون النعام بمُطاردتها على ظهور الخيل، ويصف ذلك ابن غنام في مدح محمد بن أجود قائلًا:
وعُرف سلاطين الجبور بالورع والتقوى فكانت مجالسهم تخلوا من الفسق والمجون والمعازف وشرب الخمر وأشار إلى ذلك ابن زيد في مدحه لزامل بن حسين قائلًا:
وأمَّا مُجتمع الدولة الجبرية من مختلف طبقاته من العلماء والصناع والموالي كان يتمتع بالأمان والاستقرار وكان الموالي يمتهنون وظائف كثيرة ومنها: مربي مواشي ومزارع وتاجر واستخراج اللُّؤلؤ وصانع وجندي لخدمة الأسر الثرية من المُجتمع، وكان مربي الماشية والمزارعون يعملون في الواحات وأحيانًا يعمل مربي الماشية في البادية والذي كان يربي من الماشية الغنم والإبل وقد اعتمد الجبور في تربية الخيول عند أهل البادية، وكان السكان المُستقرِّين في جزر وسواحل الخليج العربي يمتهنون تجارة واستخراج اللُّؤلؤ، وكانت طبقة الصُّنَّاع يعملون في المُدُن ويقتصر عملهم في إنتاج الأسلحة والملابس من القطن والصوف والوبر والشعر، وكان جزءًا كبيرًا من سكان الدولة الجبرية يعملون في الجيش وكانوا يعملون في حماية الدولة والقوافل التجارية وقوافل الحج وأورد ابن فرج أن عدد الجيش في عهد محمد بن أجود وصل إلى خمسين ألف جندي.

## العلاقات الخارجيَّة

### مع مملكة هُرمُز

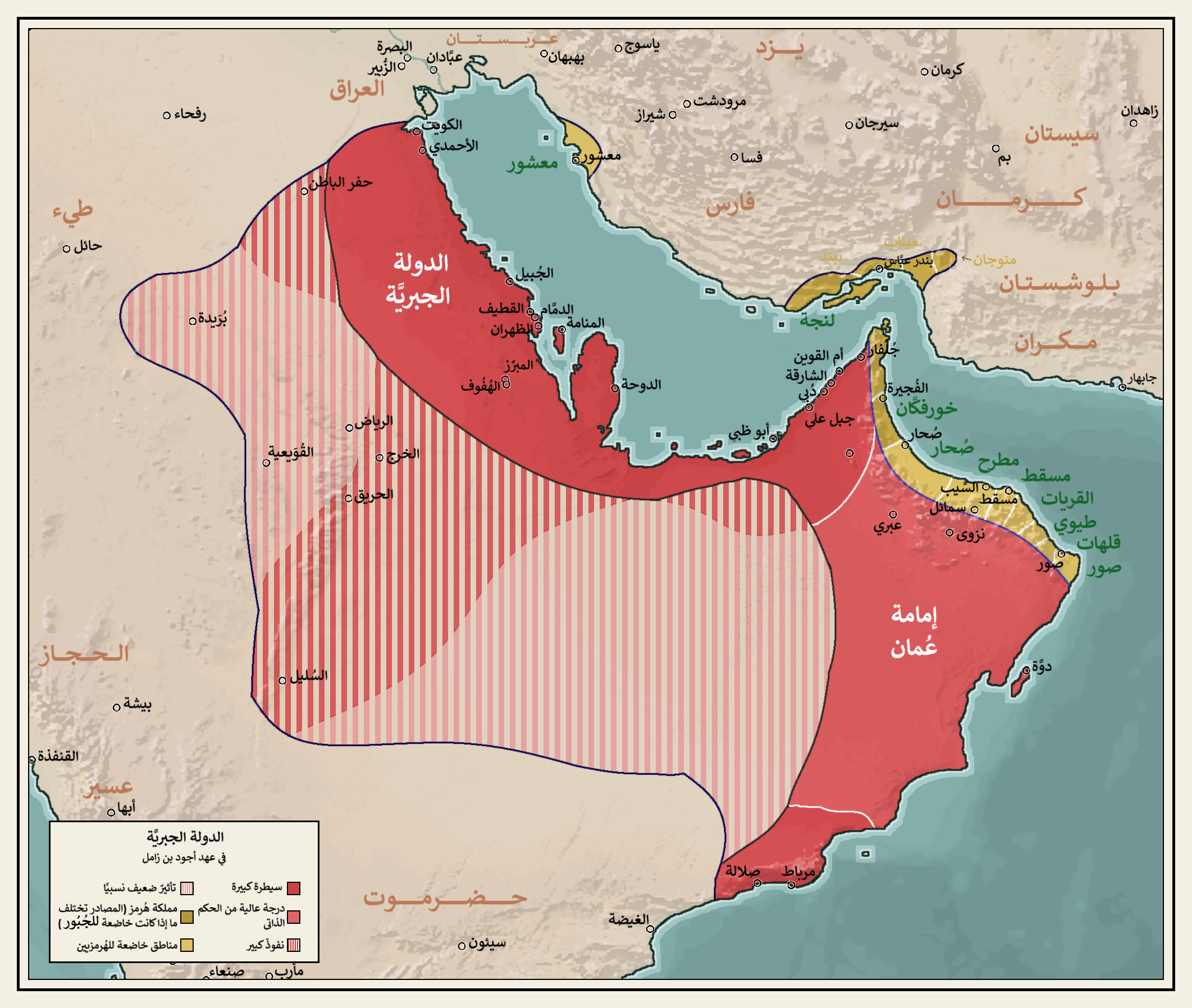
نفوذ الدولة الجبرية في عهد أجود بن زامل إلى جانبها نفوذ مملكة هُرمُز، تظهر الخريطة جزيرة أوال ومدينة القطيف ضمن نفوذ الدولة الجبرية واللتان كانتا محور صراع الطرفين.

كانت علاقة سلاطين الجبور مع ملوك هُرمُز متوترة ووصلت إلى القتال نتيجة استغلال الجبور للنزاعات الداخلية بين ملوك هرمز على الحُكم ليستطعوا بذلك إسقاط التبعية الهرمزية في إقليم البحرين، واستمرَّ توسُّع نفوذ الجبور على حساب ممتلكات هرمز في القطيف وأوال حتى عهد أجود بن زامل ويبدو أن مملكة هرمز استعادت عافيتها بعد انتهاء المشاكل الداخلية فستمر القتال بين الطرفين حتى سنة 890هـ/1485م الذي انتهى باتفاق مُبرم بين الطرفين، التزم الطرفين ببنود الاتفاقية لمدة طويلة حتى سنة 913هـ/1507م والتي نصَّت ببقاء أوال والقطيف في نفوذ الجبور، ويبدو أن الوزير الهرمزي خواجه غطاء حاول البدء بحملة عسكرية جديدة لاستعادة أوال والقطيف ولكن وصول البُرتغاليين إلى المنطقة في نفس السنة أجَّلت هذه الحملة إلى حين التخلُّص من الأطماع البرتغالية في الخليج العربي، توترت علاقة الطرفين مجددًا نتيجة خضوع مملكة هرمز للتاج البرتغالي في نفس السنة ولجأ الأخير إلى القرصنة على السُّفُن التجارية للجبور ما خلق للجبور عدوٌ مشترك طامعًا في صادرات أوال والقطيف، وزاد توتر الطرفين حتى وصلت للقتال سنة 917هـ/1511م عندما أرسل خواجه غطاء حملة عسكرية بحرية كبيرة إلى أوال للسيطرة عليها ونجح في الاستيلاء عليها لمُدَّة ولكن نتيجة للضغط الجبري على موانئ خواجه غطاء في عُمان الساحلية وانقلاب أهل أوال على حُكمه اضطر للانسحاب من الجزيرة وعودتها لنفوذ الدولة الجبرية، ومن بعد حملة خواجه غطاء الفاشلة ركَّز البرتغاليون في جهة الخليج العربي وحركوا أساطيلهم من البحر الأحمر إلى الخليج واستقرَّت القوة البحرية في جزيرة هرمز سنة 921هـ/1515م، ورجَّحت موازين القوة في الصراع إلى التحالف البرتغالي-الهرمزي نتيجة تطورهم العسكري الذي فاق الجيش الجبري لامتلاكهم الأسلحة النارية والمدافع فاستطاعوا ضمَّ أوال والقطيف إلى نفوذ ملوك هرمز سنة 927هـ/1521م لتعود منطقة البحرين إلى حقبة التبعية الهُرمُزية.

### مع الإمبراطورية البُرتُغاليَّة
بدأت علاقة الطرفين بالعداوة مع وصول البرتغاليين إلى المحيط الهندي لما له من تضارب مصالح الطرفين في المنطقة من مصالح دينية واقتصادية، وذلك في رسالة ألبوكيرك للملك البُرتُغالي مانويل الأول المُؤرَّخة في 919هـ/20 أكتوبر (تشرين الأول) 1514م حيث نصَّ فيها خطته قائلًا: «الذهاب إلى البحرين لاحتلالها، وانتزاع اسم محمد منها وذلك لأن البحرين يا سيدي أمر عظيم ومنطقة جد غنية حيث يكثر فيها اللؤلؤ»، ورُغم هذه العداوة إلا أنها لم تخلوا من محاولات دبلوماسية لإرضاء الطرفين ففي سنة 913هـ/1507م حاول القائد ألبوكيرك التواصل مع سُلطان الجبور عبر قائد جيشه في مدينة صُحار، ثُمَّ تسكت المصادر عن ما جرى بين الطرفين ويبدو أنهم التزموا الحياد حتى سنة 917هـ/1511م وفي هذه السنة جرت محاولة من الهرمزيين والبرتغاليين في الاستيلاء على أوال مستغلين بذلك وفاة محمد بن أجود، وبعد فشل الحملة حاول سلطان الجبور الجديد صالح بن سيف تحسين علاقته مع الهرمزيين والبرتغاليين فقد اتفق معهم في سنة 920هـ/1514م دفع مبالغ سنوية للهرمزيين مقابل احتفاظ أوال للجبور، ولكن لم تستمر العلاقة الحسنة بين الطرفين مع وصول مقرن بن زامل إلى حُكم الجبور فعادت عداوة الطرفين مثل السابق وقد رجَّحت موازين الصراع إلى البرتغاليين بعد استيلائهم على أوال سنة 927هـ/1521م.

### مع الدولة العُثمانيَّة

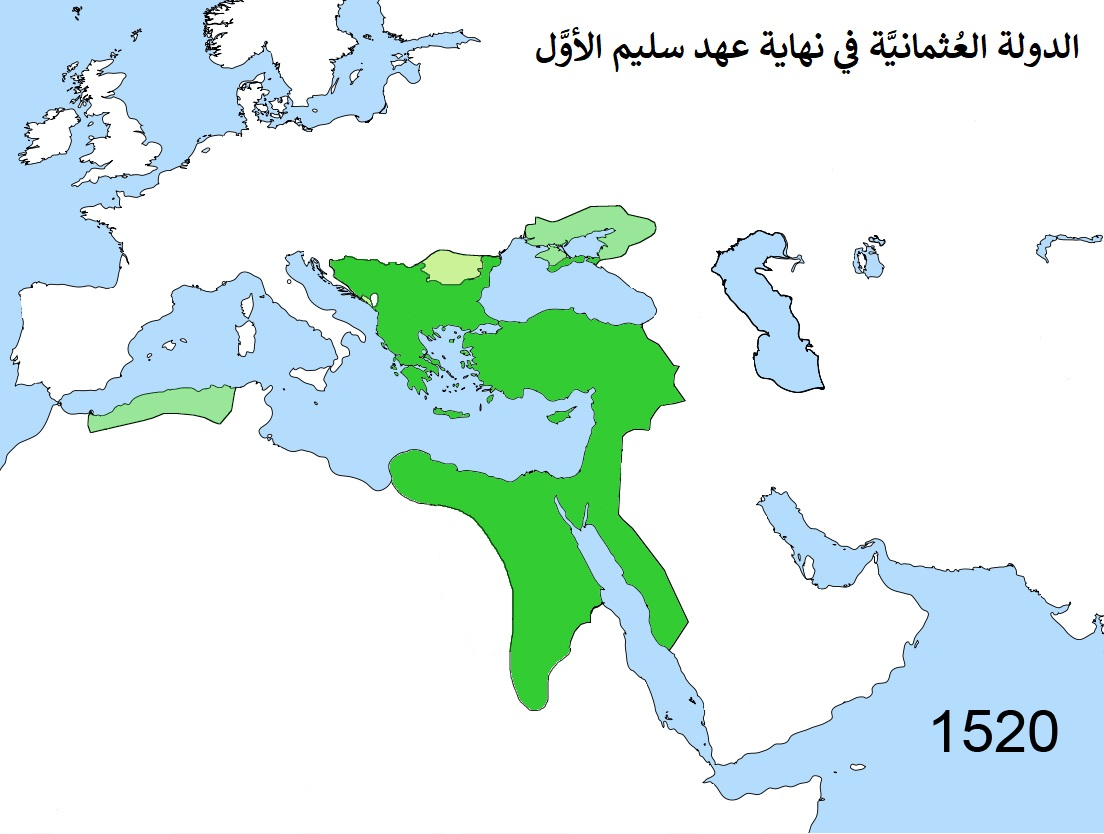
نفوذ الدولة العثمانية في نهاية عهد سليم الأول سنة 926هـ/1520م.

شكَّلت علاقة سلاطين الجبور مع شرافة مكة صورة العلاقة بين الدولة الجبرية والدولة العُثمانية وذلك في تبعية شريف مكة للسُّلطان العثماني سليم الأول بعد قضاءه على الدولة المملوكية سنة 923هـ/1517م، وقبل وصول العثمانيين إلى المنطقة كان لسلاطين الجبور مثل أجود بن زامل احترامٌ لشرافة مكة ويُعبِّر عبد الباسط الملطي عن هذا قائلًا: «وبينه وبين صاحب مكة المشرفة الآن مودةٌ وصداقة»، وازدادت متانة هذه الصداقة عن طريق المُصاهرة وذلك في زواج شريف مكة بركات بن محمد بابنة محمد بن أجود، وزواج مقرن بن زامل بابنة الشريف بركات بن محمد مما كان له تأثير إيجابي في العلاقات السياسية بين الدولة الجبرية وشرافة مكة ويُرجِّح الباحث خالد بن عبد الله السعيد أن هذه المصاهرة كانت لها دورٌ في تقوية علاقة الجبور مع العثمانيين بطريقة غير مباشرة، ومع وصول العثمانيين إلى المنطقة وولاء شريف مكة بركات بن محمد لهم فإن الجبور مالوا أكثر إلى العثمانيين لتشابههم في التوجُّهات السياسية العدائية أمام البرتغاليين والصفويين، وقد ساند العثمانيون سلاطين الجبور في معاركهم أثناء قتالهم للبرتغاليين فتذكر المصادر البرتغالية أن قوات مقرن بن زامل في معركة أوال كانت تتكون من بعض المقاتلين العثمانيين وحاملي البنادق الأتراك، وكذلك يُرجَّح أن هذه العلاقات قويت بسبب عِداء العثمانيين والجبور على الدولة المملوكية في أواخر عهدهم، وفي الجانب العُثماني ساند السُّلطان العُثماني بايزيد الثاني أمير بنو ذي قدر علاء الدولة عسكريًا في هجومه على ملطية سنة 888هـ/1483م وبعد هذا الهجوم نشبت أول حربٍ بين الدولتين، وليس بعيدًا عن التاريخ السابق وفي الجانب الجبري ذكر ابن طولون الصالحي في كتابه مفاكهة الخلان في حوادث الزمان في حوادث سنة 885هـ/1480م أن فريقًا من قبيلة بني خالد ثاروا على السلطان قايتباي في قرية الضمير ولَقِيَ هؤلاء الثُّوار دعمًا من سلطان الجبور أجود بن زامل(7) ولكن قمعت القوات المملوكية هذه الثورة.

### مع الدولة الصَّفويَّة
اتَّصفت علاقة الجبور مع الصفويين بالعداوة نتيجة سياسات الشاه إسماعيل الصفوي في تمديد نفوذه قُرب ديار الجبور ونشر مذهبه الشيعي فيها، وزادت حِدَّة العداوة عندما حاول إسماعيل الصفوي التقرُّب من البرتغاليين - أعداء الجبور - وقد رحَّب بهم في المنطقة ما نشأ نوعًا من التحالف السياسي ضد الجبور، وكان لهذا التحالف أطماعٌ سياسيةٌ على أملاك الجبور فيُذكر أن القائد ألبوكيرك أراد إرسال سفير يُدعى روي جوميز وبرفقته رجل دين نصراني يُدعى الأب جور إلى إسماعيل الصفوي رسالةً ينصُّ فيها: «نظرًا لسلوكه الحسن (إسماعيل الصفوي) تجاه النصارى في بلاده، أخبراه أن ملكنا يرغب في التحالف معه ويمد له يد المساعدة ليقاتل السلطان العثماني. وإنني أعرض عليه – باسم الملك – الأسطول البحري وطواقم المدفعية والقلاع الهندية ومملكاتنا الأخرى لقتال الأتراك…إذا أراد غزو مكة فإنني سأدخل البحر الأحمر وأهاجم جدة، وإذا أراد أن يدخل الجزيرة العربية فإني سأقود الأسطول الملكي بنفسي وأغزو عدن وساحل الجزيرة العربية والبحرين والقطيف والبصرة»؛ ولكن سفيره مات لظروف غامضة في هرمز، وفشل التحالف بعد هزيمة الصفويين أمام العثمانيين في معركة جالديران سنة 920هـ/1514م وتراجعت قوة الصفويين في المنطقة بعد المعركة حتى اختفى دورهم السياسي في صراع الجبور والبرتغاليين.

### مع الدولة البهمنيَّة

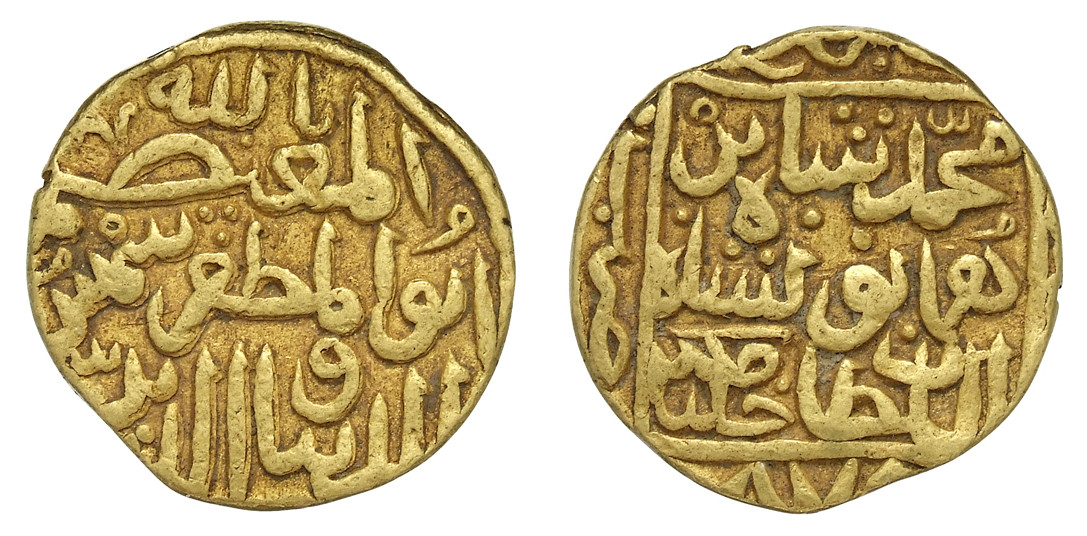
دينار بهمني يرجع لعهد السُّلطان محمد شاه الثالث البهمني.

تُعدُّ رسالة وزير الدولة البهمنية عماد الدين محمود القاواني إلى سلطان الجبور أجود بن زامل المصدر الوحيد للعلاقات السياسية بين الهند وسلاطين الجبور والتي تضمنت طلبًا من الوزير لمد الصداقة والتعاون بين الدولة البهمنية والدولة الجبرية، ويُرجِّحُ الحميدان أن رسالة محمود القاواني تُعدُّ أول اتصال رسمي بين الدولتين، وكان سبب إرسال الرسالة هو تعرُّض سفن تُجَّار الجبور للقرصنة قُرب سواحل بلاد البهمنيين وشرحها محمود القاواني قائلًا: «ينهي بين يدي الأميري أن أنفاره الجائين إلى هذه الديار، ما كان معهم الكتاب والأخبار، لوقوع الواقعة عليهم في البحر العميق، وهو غلبة السارقة عليهم في أثناء الطريق»، ويبدو أن محمود القاواني خشي من أن تثير الحادثة غضب أجود بن زامل فسارع إلى كتابة الرسالة ليُطلعه على الحادثة ويطمئنه قائلًا: «ولما توجه حامل الصحيفة، إلى جانب الجناب الملكي، وكان المقصود تروية حديقة المحبة الأزلية، ما أطنب المقال واختصر بشرح الحال»، ويُرجِّح الحميدان أن علاقة الدولتين استمرَّت على الصداقة لكونها مرتبطةً بالتجار حيث لا يُذكر أن البهمنيون شاركوا في الصراع الجبري الهرمزي رُغم علاقتهم الجيدة مع ملوك هرمز.

## قائمة الحكام الجبور
| القائمة | القائمة | القائمة      | القائمة                  |
| # | اللقب   | الحاكم       | فترة الحكم               |
| --- | ------- | ------------ | ------------------------ |
| فترة التَّأسيس (820 – 874هـ / 1417 – 1470م) |         |              |                          |
| 1 | الشَّيخ   | زَامِل بن حُسَيْن | 820 – 870هـ 1417 – 1465م |
| 2 | الأمير  | سَيْف بن زامل  | 870 – 874هـ 1465 – 1470م |
| العصر الذَّهبي (874 – 927هـ / 1470 – 1521م) |         |              |                          |
| 3 | السُّلطان | أَجْوَد بن زامل | 874 – 902هـ 1470 – 1497م |
| 4 | السُّلطان | مُحَمَّد بن أجود | 902 – 917هـ 1497 – 1511م |
| 5 | السُّلطان | صَالِح بن سيف  | 917 – 922هـ 1511 – 1516م |
| 6 | السُّلطان | مُقْرَن بن زامل | 922 – 927هـ 1516 – 1521م |
| فترة السُّقوط (927 – 932هـ / 1521 – 1526م) |         |              |                          |
| 7 | السُّلطان | عَلِيُّ بن أجود  | 927هـ – 1521م            |
| 8 | السُّلطان | نَاصِر بن مُحمَّد | 927 – 930هـ 1521 – 1524م |
| 9 | السُّلطان | قَطَن بن علي   | 930 – 931هـ 1524 – 1525م |
| 10 | السُّلطان | عليُّ بن قَطَن   | 931هـ – 1525م            |
| 11 | السُّلطان | غُصَيْب بن زامل | 931 – 932هـ 1525 – 1526م |
| سقوطُ الدَّولة الجَبْرية سنة 932هـ/1526م في الأحساء، واستمر الجبور في عملياتهم السياسية على مناطق أخرى خارج الأحساء، مثل أوال والقطيف وقطر ونجد وعُمان. |         |              |                          |

## انظُر أيضًا
الأقاليم التاريخية
- إقليم البحرين
- إقليم نجد
- إقليم عُمان

الدول التاريخية
- الإمبراطورية البُرتُغالية
- مملكة هُرمُز
- الدولة العُثمانية

## الهوامش
1: يُشار إلى نفوذ الجبور تحت مسمى «الدولة الجَبْرية» أو «دولة الجُبُور» نظرًا لتطوُّر أنظمة الحُكم وتغيُّر ألقاب الحاكم فيها ما يجعل تحديد نظام حُكم مُحدَّد للدولة أمرًا صعبًا.
2: حُدِّد التاريخ الميلادي باستخدام محوِّل التاريخ في موقع التقويم الهجري الرسمي للمملكة العربية السُّعودية.
3: يُعتقد أن الشَّيخ حُميد هو جد الأسرة الحاكمة آل حُمَيْد التي حكمت إقليم البحرين ما بين (1080 – 1210هـ / 1669 – 1796م).
4: تشير المصادر العُمانية إلى أن قطن له من الأولاد ثلاثة بنين هم: قطن وناصر وعلي، ولم يشير المؤرِّخ ابن فهد المكِّي إلى اسم السُّلطان واكتفى بوصفه ابنًا لقطن، ولكن رجَّح كلٌّ من الحميدان والخالدي بأنه علي.
5: تُطلق تسمية "الهولي" أو "الحولي" على العرب الذين استقرُّوا في السواحل الفارسية بعد نزوحهم من السواحل العربية عبر الخليج العربي.
6: نسبةً للصحابي جعفر بن أبي طالب.
7: لم يصرِّح ابن طولون الصالحي باسم سلطان الجبور واكتفى بوصفه «ابن جبر» ويُرجَّح أنه أجود بن زامل بسبب وقوع الحادثة في فترة حُكمه.

### فهرس المراجع
منشورات
1. ↑  الخالدي (2011)، ص. 19.
2. 1 2 3 4 5 6  السخاوي (1992)، ج. 1، ص. 190.
3. 1 2  الملطي (2011)، ص. 217.
4. ↑  آل عبد القادر (1960)، ص. 38.
5. ↑  الظاهري (1983أ)، ص. 310–314.
6. ↑  الجاسر (2001)، ص. 92.
7. 1 2  المسلط (2014)، ص. 7.
8. ↑  الوهبي (1989)، ص. 76.
9. ↑  الخالدي (2011)، ص. 21.
10. 1 2  الخالدي (2011)، ص. 22.
11. ↑  خليل (2006)، ص. 437.
12. ↑  الوهبي (1989)، ص. 189.
13. ↑  الوهبي (1989)، ص. 190.
14. ↑  ابن خلدون (1981)، ج. 6، ص. 16.
15. ↑  الخالدي (2011)، ص. 18.
16. ↑  خليل (2006)، ص. 384.
17. ↑  الوزان (2019)، ص. 189.
18. ↑  خليل (2006)، ص. 394.
19. ↑  الخالدي (2011)، ص. 15–16.
20. ↑  المسلط (2014)، ص. 23.
21. ↑  الخالدي (2011)، ص. 27.
22. ↑  الخالدي (2011)، ص. 28.
23. 1 2  السعيد (2021)، ص. 87.
24. ↑  ابن بسام (2000)، ص. 34.
25. ↑  ابن بسام (2000)، ص. 36.
26. ↑  ابن بسام (2000)، ص. 38.
27. ↑  ابن بسام (2000)، ص. 40.
28. ↑  ابن بسام (2000)، ص. 42–43.
29. ↑  المسلط (2014)، ص. 35.
30. ↑  الخالدي (2011)، ص. 29.
31. ↑  الخالدي (2011)، ص. 31.
32. 1 2  الهاجري (2018)، ص. 71.
33. ↑  الحميدان (1982)، ص. 57.
34. ↑  المسلط (2014)، ص. 47.
35. ↑  الخالدي (2011)، ص. 47.
36. ↑  خليل (2006)، ص. 486.
37. ↑  خليل (2006)، ص. 487.
38. ↑  خليل (2006)، ص. 488.
39. ↑  المسلط (2014)، ص. 39.
40. 1 2  خليل (2006)، ص. 489.
41. 1 2  الخالدي (2011)، ص. 49.
42. ↑  المسلط (2014)، ص. 98.
43. ↑  المسلط (2014)، ص. 99.
44. 1 2  الخالدي (2011)، ص. 52.
45. ↑  الصويان (2001)، ص. 311.
46. ↑  الهاجري (2018)، ص. 103.
47. ↑  الخالدي (2011)، ص. 54.
48. ↑  الخالدي (2011)، ص. 32.
49. 1 2  ابن بسام (2000)، ص. 52.
50. ↑  ابن بسام (2000)، ص. 53.
51. ↑  ابن بسام (2000)، ص. 55.
52. 1 2 3 4  ابن فرج (1997)، ص. 41.
53. ↑  الصويان (2001)، ص. 301.
54. ↑  الصويان (2001)، ص. 303.
55. ↑  المسلط (2014)، ص. 110.
56. 1 2  الخالدي (2011)، ص. 33.
57. 1 2  خليل (2006)، ص. 512.
58. ↑  الخالدي (2011)، ص. 34.
59. ↑  المسلط (2014)، ص. 53.
60. 1 2 3 4  الحنبلي (1986)، ج. 10، ص. 239.
61. ↑  الخالدي (2011)، ص. 35.
62. ↑  خليل (2006)، ص. 513.
63. ↑  المسلط (2014)، ص. 57.
64. ↑  المسلط (2014)، ص. 58.
65. ↑  الخالدي (2011)، ص. 36.
66. 1 2  السعيد (2021)، ص. 86.
67. ↑  المسلط (2014)، ص. 61.
68. ↑  الخالدي (2011)، ص. 37.
69. ↑  المكي (2000)، ج. 1، ص. 205.
70. 1 2  الخالدي (2011)، ص. 63.
71. 1 2  الخالدي (2011)، ص. 64.
72. ↑  المسلط (2014)، ص. 68.
73. 1 2  السعيد (2021)، ص. 89.
74. ↑  خليل (2006)، ص. 527.
75. ↑  الخالدي (2011)، ص. 67.
76. ↑  خليل (2006)، ص. 536.
77. 1 2  السعيد (2021)، ص. 91.
78. ↑  المكي (2000)، ص. 421.
79. ↑  الصويان (2001)، ص. 326.
80. 1 2 3  المكي (2000)، ص. 422.
81. ↑  الخالدي (2011)، ص. 41.
82. ↑  الخالدي (2011)، ص. 69.
83. ↑  ابن بسام (2000)، ص. 71.
84. ↑  الخالدي (2011)، ص. 42.
85. 1 2  المسلط (2014)، ص. 145.
86. ↑  المسلط (2014)، ص. 146.
87. ↑  الخالدي (2011)، ص. 71.
88. ↑  الخالدي (2011)، ص. 72–73.
89. ↑  الخالدي (2011)، ص. 73–74.
90. ↑  الخالدي (2011)، ص. 74.
91. ↑  الخالدي (2011)، ص. 75.
92. ↑  خميس (1972)، ص. 214.
93. ↑  الخالدي (2011)، ص. 81.
94. 1 2  الخالدي (2011)، ص. 83.
95. ↑  الخالدي (2011)، ص. 100.
96. 1 2 3  الخالدي (2011)، ص. 107.
97. ↑  الخالدي (2011)، ص. 108.
98. ↑  الخالدي (2011)، ص. 110.
99. ↑  آل عبد القادر (1960)، ص. 24.
100. ↑  الخالدي (2011)، ص. 116.
101. ↑  المسلط (2014)، ص. 148.
102. ↑  المسلط (2014)، ص. 149.
103. ↑  المسلط (2014)، ص. 151.
104. ↑  المسلط (2014)، ص. 152.
105. 1 2  الخالدي (2011)، ص. 123.
106. ↑  الخالدي (2011)، ص. 125.
107. ↑  الخالدي (2011)، ص. 126.
108. ↑  المسلط (2014)، ص. 163.
109. ↑  الخالدي (2011)، ص. 135–136.
110. ↑  الخالدي (2011)، ص. 140.
111. ↑  الخالدي (2011)، ص. 92–94.
112. ↑  الخالدي (2011)، ص. 92.
113. ↑  الظاهري (1983ب)، ص. 79.
114. ↑  الصويان (2001)، ص. 500–501.
115. ↑  الخالدي (2011)، ص. 94.
116. ↑  ابن خلدون (1981)، ج. 1، ص. 215.
117. ↑  الخالدي (2011)، ص. 156.
118. ↑  الخالدي (2011)، ص. 157–158.
119. 1 2  الخالدي (2011)، ص. 159.
120. ↑  الهاجري (2018)، ص. 69.
121. ↑  الخالدي (2011)، ص. 161.
122. ↑  الخالدي (2011)، ص. 162.
123. ↑  الهاجري (2018)، ص. 73.
124. ↑  الخالدي (2011)، ص. 164.
125. ↑  الخالدي (2011)، ص. 163–164.
126. 1 2  الخالدي (2011)، ص. 165.
127. ↑  الخالدي (2011)، ص. 167.
128. ↑  الخالدي (2011)، ص. 168–169.
129. ↑  الخالدي (2011)، ص. 169.
130. 1 2  الخالدي (2011)، ص. 170.
131. ↑  الخالدي (2011)، ص. 170–171.
132. ↑  الملا (2014)، ص. 76.
133. ↑  الخالدي (2011)، ص. 171.
134. ↑  الخالدي (2011)، ص. 171–172.
135. ↑  الخالدي (2011)، ص. 172.
136. 1 2  السمهودي (1998)، ج. 3، ص. 225.
137. 1 2  آل عبد القادر (1960)، ص. 120.
138. 1 2 3 4  ابن إياس (1984)، ج. 5، ص. 431.
139. ↑  خليل (2006)، ص. 474.
140. ↑  الخالدي (2011)، ص. 179.
141. ↑  السخاوي (1992)، ج. 3، ص. 186–187.
142. ↑  السخاوي (1992)، ج. 5، ص. 40–41.
143. ↑  السخاوي (1992)، ج. 3، ص. 120.
144. ↑  ابن بشر (1982)، ج. 2، ص. 303.
145. 1 2  الخالدي (2011)، ص. 180.
146. ↑  آل عبد القادر (1960)، ص. 42.
147. 1 2  الخالدي (2011)، ص. 181.
148. ↑  المسلط (2014)، ص. 73.
149. ↑  الشخص (2009)، ص. 57.
150. 1 2  الخالدي (2011)، ص. 185.
151. 1 2  الخالدي (2011)، ص. 195.
152. ↑  الخالدي (2011)، ص. 181–182.
153. ↑  المكي (1983)، ج. 4، ص. 542.
154. 1 2  الخالدي (2011)، ص. 182.
155. ↑  الخالدي (2011)، ص. 207.
156. ↑  الخالدي (2011)، ص. 208–209.
157. ↑  الخالدي (2011)، ص. 142.
158. ↑  الخالدي (2011)، ص. 141.
159. ↑  الهاجري (2018)، ص. 30–31.
160. ↑  الهاجري (2018)، ص. 31–32.
161. 1 2  الخالدي (2011)، ص. 145.
162. ↑  الهاجري (2018)، ص. 97، 103.
163. ↑  الحميري (1980)، ص. 82.
164. ↑  الخالدي (2011)، ص. 145–146.
165. ↑  الهاجري (2018)، ص. 104.
166. ↑  الخالدي (2011)، ص. 146.
167. ↑  الخالدي (2011)، ص. 147.
168. ↑  الهاجري (2018)، ص. 98.
169. 1 2  الهاجري (2018)، ص. 102.
170. ↑  الخالدي (2011)، ص. 143.
171. 1 2  الخالدي (2011)، ص. 144.
172. ↑  الهاجري (2018)، ص. 119.
173. ↑  الخالدي (2011)، ص. 144–145.
174. 1 2  الخالدي (2011)، ص. 148.
175. ↑  الخالدي (2011)، ص. 149–150.
176. ↑  الخالدي (2011)، ص. 150.
177. ↑  الخالدي (2011)، ص. 151.
178. ↑  الخالدي (2011)، ص. 152.
179. ↑  الخالدي (2011)، ص. 152–153.
180. ↑  الخالدي (2011)، ص. 186.
181. ↑  خليل (2006)، ص. 539.
182. ↑  الخالدي (2011)، ص. 202.
183. ↑  الخالدي (2011)، ص. 203.
184. ↑  المسلط (2014)، ص. 24.
185. 1 2  الخالدي (2011)، ص. 173.
186. ↑  الخالدي (2011)، ص. 174.
187. ↑  الخالدي (2011)، ص. 174–175.
188. ↑  الصويان (2001)، ص. 306.
189. ↑  الخالدي (2011)، ص. 175–176.
190. ↑  الصويان (2001)، ص. 290، 306.
191. ↑  الصويان (2001)، ص. 308.
192. 1 2 3  الخالدي (2011)، ص. 177.
193. ↑  الخالدي (2011)، ص. 178.
194. ↑  خليل (2006)، ص. 479.
195. ↑  الهاجري (2018)، ص. 117.
196. 1 2  خليل (2006)، ص. 492.
197. ↑  الخالدي (2011)، ص. 61.
198. ↑  المسلط (2014)، ص. 74.
199. 1 2  السلمان (2000)، ص. 216.
200. ↑  خليل (2006)، ص. 513–514.
201. ↑  الخالدي (2011)، ص. 39–40.
202. ↑  تشارشيلي (2003)، ص. 132.
203. ↑  الهاجري (2018)، ص. 113.
204. 1 2 3  السعيد (2021)، ص. 88.
205. ↑  خليل (2006)، ص. 528.
206. ↑  طقوش (1997)، ص. 488.
207. ↑  ابن طولون (1998)، ص. 19.
208. ↑  الخالدي (2011)، ص. 88.
209. ↑  السلمان (2000)، ص. 197.
210. ↑  الهاجري (2018)، ص. 115.
211. ↑  الحميدان (1982)، ص. 65.
212. ↑  الحميدان (1982)، ص. 71–72.
213. ↑  الحميدان (1982)، ص. 72.
214. ↑  الحميدان (1982)، ص. 67.
215. ↑  الخالدي (2011)، ص. 306.
216. ↑  الوهبي (1989)، ص. 352.
217. ↑  الخالدي (2011)، ص. 43.
218. ↑  آل عبد القادر (1960)، ص. 32.

مواقع وب
1. 1 2 3  القريني، محمد موسى. "الحياة الثقافية في ا حساء في عهد الدولة الجبرية". مؤرشف من الأصل في 2024-08-11. {{استشهاد بدورية محكمة}}: الاستشهاد بدورية محكمة يطلب |دورية محكمة= (مساعدة)
2. ↑  "موقع التراث | جامع الجبري". مؤرشف من الأصل في 2024-09-06. اطلع عليه بتاريخ 2024-09-05.

### بيانات المراجع (مُرتَّبة حسب تاريخ النشر)
الكُتُب
- محمد بن عبد الله آل عبد القادر (1960)، تحفة المستفيد بتاريخ الأحساء في القديم والجديد، تحقيق: حمد الجاسر (ط. 1)، الرياض، OCLC:4770938154، QID:Q127688980{{استشهاد}}:  صيانة الاستشهاد: مكان بدون ناشر (link)
- عبد الله بن محمد بن خميس (1972)، راشد الخلاوي: حياته - شعره - حِكَمه - فلسفته - نوادره - حسابه الفَلَكي، الرياض: دار اليمامة للبحث والترجمة والنشر، OCLC:23497791، QID:Q129811605
- محمد بن عبد المنعم الحميري (1980)، الروض المعطار في خبر الأقطار، تحقيق: إحسان عباس، بيروت: مؤسسة ناصر للثقافة، QID:Q121076328
- ابن خلدون (1981)، العبر وديوان المُبتدأ والخبر في تاريخ العرب والبربر ومن عاصرهم من ذوي الشأن الأكبر، مراجعة: سهيل زكار. تحقيق: خليل شحادة (ط. 1)، بيروت: دار الفكر، OCLC:236018229، QID:Q114684142{{استشهاد}}:  صيانة الاستشهاد: ref duplicates default (link)
- عثمان بن بشر (1982)، عنوان المجد في تاريخ نجد، تحقيق: عبد الرحمن بن عبد اللطيف بن عبد الله آل الشيخ (ط. 4)، الرياض: دارة الملك عبد العزيز، OCLC:4770155912، QID:Q124368755
- ابن عقيل الظاهري (1983)، أنْساب الأُسَرِ الحَاكمةِ في الأَحسَاء: العيونيون-آل عصفور-بنو جروان-آل جبر-آل مغامس (ط. 1)، الرياض، ج. 1، OCLC:1227707717، QID:Q118601281{{استشهاد}}:  صيانة الاستشهاد: مكان بدون ناشر (link)
- ابن عقيل الظاهري (1983)، أنْساب الأُسَرِ الحَاكمةِ في الأَحسَاء: بَنُو حُمَيد (آل عريعر) (ط. 1)، الرياض، ج. 2، OCLC:1227845710، QID:Q118601314{{استشهاد}}:  صيانة الاستشهاد: مكان بدون ناشر (link)
- النجم ابن فهد المكي (1983)، إتحاف الوَرَى بأخبار أمُّ القُرى، تحقيق: فهيم بن محمد شلتوت (ط. 1)، القاهرة: مكتبة الخانجي، OCLC:4771283316، QID:Q130242470
- ابن إياس (1984). بدائع الزُهُور في وقائع الدُهُور. تحقيق: محمد مصطفى (ط. 2). القاهرة: الهيئة المصرية العامة للكتاب. ISBN:977-01-0293-8. OCLC:4771296925. QID:Q114442172.{{استشهاد بكتاب}}:  صيانة الاستشهاد: ref duplicates default (link)
- ابن العماد الحنبلي (1986)، شذرات الذهب في أخبار من ذهب، تحقيق: محمود الأرناؤوط، عبد القادر الأرناؤوط (ط. 1)، دمشق، بيروت: دار ابن كثير، OCLC:36855698، QID:Q113580573
- عبد الكريم بن عبد الله المنيف الوهبي (1989)، بنو خالد وعلاقتهم بنجد: 1080-1208هـ/1669-1794م (ط. 1)، الرياض: دار ثقيف للنشر والتأليف، LCCN:90965812، OCLC:4770620295، OL:18402069M، QID:Q115756960
- شمس الدين السخاوي (1992)، الضوء اللَّامع لأهل القرن التاسع (ط. 1)، بيروت: دار الجيل للطبع والنشر والتوزيع، OCLC:4770528447، QID:Q126364807
- ابن فرج (1997)، السلاح والعدة في تاريخ بندر جدة، تحقيق: علي محمد عمر، القاهرة: مكتبة الثقافة الدينية، OCLC:4770560130، QID:Q129393531{{استشهاد}}:  صيانة الاستشهاد: ref duplicates default (link)
- محمد سهيل طقوش (1997). تاريخ المماليك في مصر وبلاد الشام (ط. 1). بيروت: دار النفائس للطباعة والنشر والتوزيع. ISBN:978-9953-18-320-6. OCLC:4771288090. QID:Q107191418.
- السمهودي (1998)، وفاء الوفاء بأخبار دار المصطفى، بيروت: دار الكتب العلمية، QID:Q124614086{{استشهاد}}:  صيانة الاستشهاد: ref duplicates default (link)
- ابن طولون الصالحي (1998). مُفاكهة الخلَّان في حوادث الزمان. تحقيق: خليل المنصور (ط. 1). بيروت: دار الكتب العلمية. ISBN:978-2-7451-0006-1. OCLC:40850754. QID:Q126336050.
- عبد الله بن محمد البسام (2000)، تحفة المشتاق في أخبار نجد والحجاز والعراق، تحقيق: إبراهيم الخالدي (ط. 1)، الرقة: المختلف للنشر والتوزيع، OCLC:4770910277، QID:Q116257134
- جار الله محمد بن عبد العزيز (2000)، نيل المنى بذيل بلوغ القرى لتكملة إتحاف الورى: تاريخ مكة المكرمة من سنة 922 هـ إلى 946 هـ، تحقيق: محمد الحبيب الهيلة (ط. 1)، مكة المكرمة: مؤسسة الفرقان للتراث الإسلامي، OCLC:4770983605، QID:Q125537771
- محمد حميد السلمان (2000)، الغزو البرتغالي للجنوب العربي والخليج: في الفترة ما بين 1507 – 1525م، العين: مركز زايد للتراث، LCCN:00293883، OCLC:44586309، OL:23558331M، QID:Q130377508
- حمد الجاسر (2001). جمهرة أنساب الأُسر المُتحضِّرة في نجد (ط. 3). الرياض: دار اليمامة للبحث والترجمة والنشر. ISBN:9960-9197-5-7. OCLC:1158700750. QID:Q128834413.
- سعد الصويان (2001). الشِّعر النبطي ذائقة الشَّعب وسُلطة النَّص (ط. 1). الرياض: مكتبة الملك فهد الوطنية. ISBN:9960-38-182-X. QID:Q129378435.
- إسماعيل حقي أوزون تشارشيلي (2003)، أشراف مكة المكرمة وأمرائها في العهد العثماني، ترجمة: خليل علي مراد (ط. 1)، بيروت: الدار العربية للموسوعات، OCLC:1158821673، QID:Q130420621
- محمد محمود خليل (2006). تاريخ الخليج وشرق الجزيرة العربية المسمى إقليم البحرين: في ظل حكم الدويلات العربية (العيونيين-العصفوريين-بني جروان-سلطنة هرمز-الجبور) (ط. 1). القاهرة: مكتبة مدبولي. ISBN:977-208-592-5. LCCN:2006308817. OCLC:70634495. OL:16272475M. QID:Q118669529.
- هاشم محمد الشخص (2009). أعلام هَجَر من الماضين والمُعاصرين (ط. 1). قم: مؤسسة الكوثر للمعارف الإسلامية. ج. 5. ISBN:978-600-94537-0-2. QID:Q130237750.
- خالد بن عزام بن حمد الخالدي؛ إيمان بنت خالد الخالدي (2011). السلطنة الجبرية: في نجد و شرق الجزيرة العربية (ط. 1). بيروت: الدار العربية للموسوعات. ISBN:978-9953-563-16-9. LCCN:2011332519. OCLC:705005796. OL:25365932M. QID:Q120997896.
- عبد الباسط الملطي (2011)، المجمع المُفنَّن بالمُعجم المُعَنْون، تحقيق: عبد الله محمد الكندري (ط. 1)، بيروت: دار البشائر الإسلامية، OCLC:768579145، QID:Q128846467
- عبد الرحمن بن عثمان بن محمد الملا (2014). تاريخ الإمارة العيونية في بلاد البحرين (ط. 1). الخبر: الدار الوطنية الجديدة. ISBN:978-9960-691-79-4. LCCN:2016339576. OCLC:958224607. OL:44587747M. QID:Q118210223.
- صالح هواش المسلط (2014)، دولة الجُبُور: إمَارَة الجُبُور أو الإمَارة الجَبْريَّة في نَجْد وَشرقِ الجَزِيرَة العَرَبيَّة (ط. 1)، دمشق: دار المكتبي، OCLC:1230048805، QID:Q126282975
- علي بن غانم الهاجري (2018)، السلطنة الجبرية في مرحلة القوة والازدهار: عهد السلطان أجود بن زامل (ط. 1)، الدوحة: جامعة حمد بن خليفة، OCLC:1122836451، QID:Q128800345
- فيصل عادل الوزان (2019). بلاد البحرين في فترة الإمارتين العُيونية والعُقيلية: دراسة لتاريخ الخليج العربي في مرحلة ما بعد القرامطة 440 - 800 هـ / 1050 - 1400 م. ترجمة: حكمت درباس (ط. 1). مدينة الكويت: دار المرقاب. ISBN:978-9921-9707-1-5. LCCN:2020348658. OCLC:1120731318. QID:Q125866331.

الدوريات المُحكَّمة
- عبد اللطيف الحميدان (1982). "مكانة السلطان أجود بن زامل الجبري في الجزيرة العربية" (PDF). الدارة ع. 4: 56–77. QID:Q128800405.
- خالد بن عبد الله السعيد (2021). "السلطان مقرن بن زامل الجبري (ت 927 هـ/1521م)" (PDF). المجلة العربية للنشر العلمي ع. 81: 81–94. ISSN:2663-5798. OCLC:10132922313. QID:Q125821173.

## وصلات خارجية
- فراس الطيب. "الجبور/آل جبر في البحرين". تاريخ الحكام والسلالات الحاكمة. مؤرشف من الأصل في 2024-08-26. اطلع عليه بتاريخ 2024-08-26.
- "الدكتور محمد السلمان يستعرض تاريخ الدولة الجبرية ومعاركها مع البرتغاليين". تراث الأحساء. 12 يوليو 2022. مؤرشف من الأصل في 2024-09-01. اطلع عليه بتاريخ 2024-08-31.

| الدولة الجبرية        |                           |                    |
| سبقه الدَّولَةُ الجَرْوانيَّة | تاريخُ الأحساء 1417 - 1526 | تبعه إمارة المنتفق |